# 第一届国民大会第一次会议

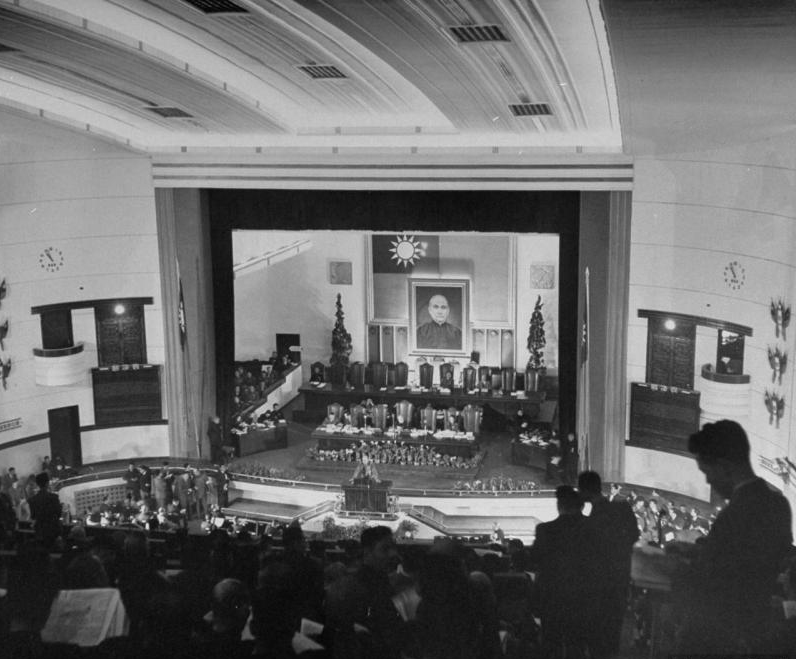
行宪国大会场

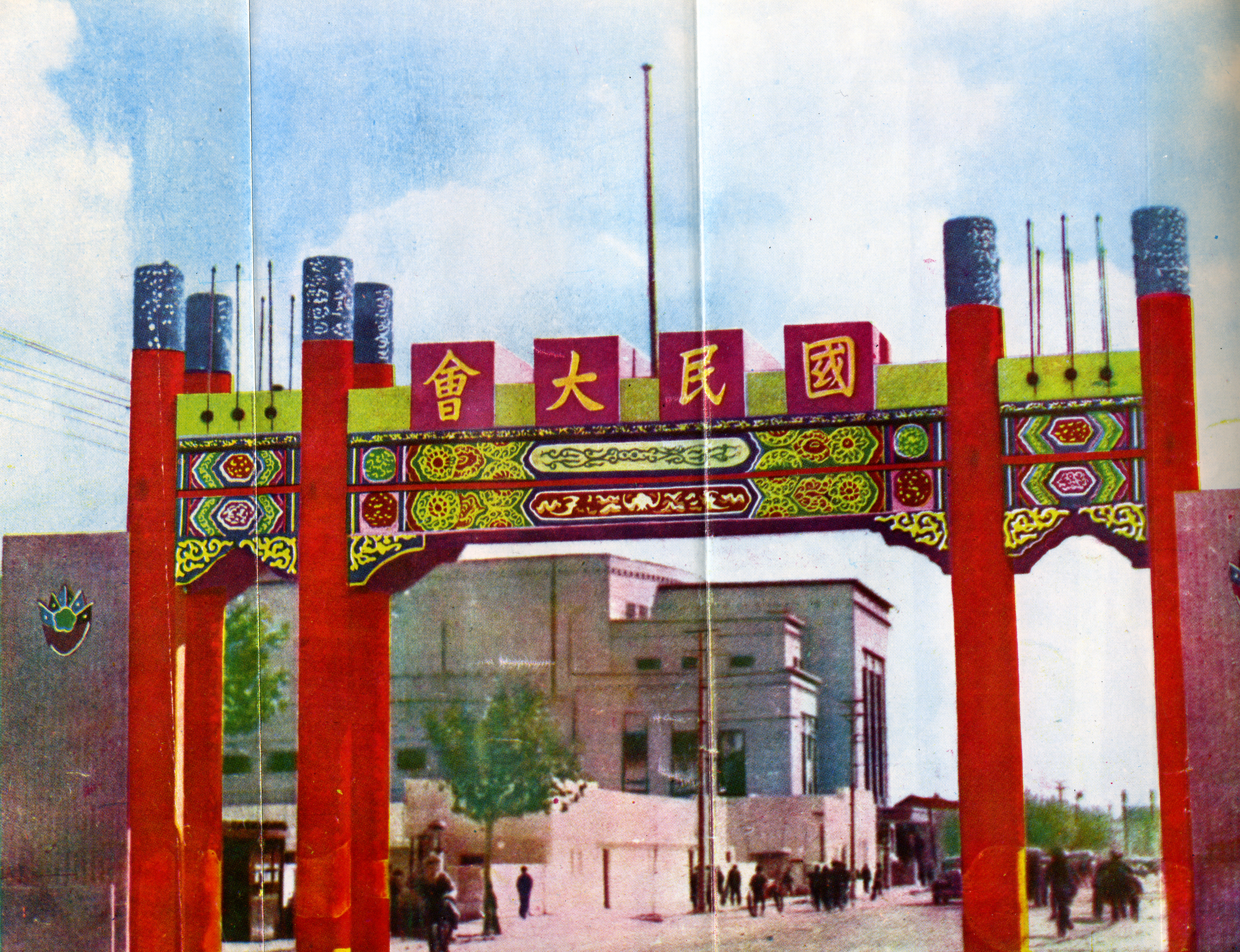
南京国民大会堂侧的国民大会牌坊

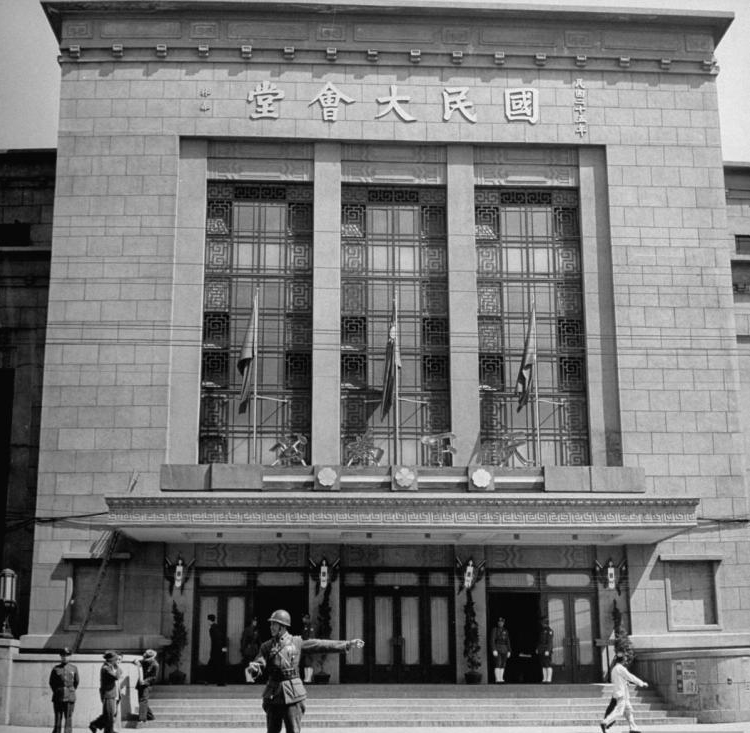
1948年的國民大會堂，可見上方有林森題的「國民大會堂」，下方排列著中華民國國旗

第一届国民大会第一次会议是中華民國國民大會成立後所召開的第一次例行會議，於民國三十七年（1948年）3月29日—5月1日在南京國民大會堂舉行，主要內容為按照中華民國憲法選舉第一任中華民國總統、副總統。該次会议与两年前的制宪国民大会，是国民大会仅有两次在中国大陆举行的會議，以後國民大會的歷次會議均在臺北市中山樓舉行。

## 制憲國大
制憲國民大會是中華民國為了完成制定《中華民國憲法》而召開的會議，會議舉行時間地點為1946年的南京國民大會堂。该会议代表由民选和遴选方式产生，其主要参与政党为中国国民党、中国青年党和中国民主社会党。因中国共产党和中国民主同盟（除民社党外）拒绝参加制宪国大，并拒绝承认其制定的中华民国宪法，使得这次大会的地位和对这次大会的评价在后来的政治格局下争议较大。

## 代表选举
依照《宪法实施之准备程序》，宪法公布后，国民政府应依照宪法之规定，于三个月内制定并公布关于国民大会之组织，国民大会代表之选举、罢免之法律。又规定，依照本宪法产生之国民大会代表、首届立法委员与监察委员之选举，应于各有关选举法公布后六个月内完成之。
| 第一屆國民大會代表选举情况 | 第一屆國民大會代表选举情况 | 第一屆國民大會代表选举情况 | 第一屆國民大會代表选举情况 | 第一屆國民大會代表选举情况 |
| 代表类别                   | 代表类别                   | 法定人数                   | 选出人数                   | 其中妇女人数               |
| -------------------------- | -------------------------- | -------------------------- | -------------------------- | -------------------------- |
| 县市区域选举               | 县市区域选举               | 2177                       | 2141                       | 40                         |
| 蒙古各盟旗                 | 蒙古各盟旗                 | 57                         | 57                         | 6                          |
| 西藏                       | 西藏                       | 40                         | 39                         | 3                          |
| 边疆地区各民族             | 边疆地区各民族             | 34                         | 34                         | 2                          |
| 海外侨胞                   | 海外侨胞                   | 65                         | 22                         | 1                          |
| 职业团体                   | 地方性                     | 216                        | 216                        | 24                         |
| 职业团体                   | 全国性                     | 271                        | 268                        | 50                         |
| 妇女团体                   | 地方性                     | 148                        | 147                        | 147                        |
| 妇女团体                   | 全国性                     | 20                         | 20                         | 20                         |
| 内地生活习惯特殊之国民     | 内地生活习惯特殊之国民     | 17                         | 17                         | 0                          |
| 总计                       | 总计                       | 3045                       | 2961                       | 293                        |

1947年中華民國國民大會代表選舉，為中華民國建國以來首次舉行的国会议员直接選舉，各省分別於1947年11月21日至23日舉行。该次选举原定与第一届立法委员直接选举同时在10月进行，但国共内战致使铁路破坏、交通不便，使得选举推迟，最终国民大会代表普选略微提前于立法委员普选而在11月首先举行。本次直选和立法委员直选使得中国第一次出现4.61億人民直接授权产生的代议机构，从而使得中国成为当时世界上规模最大的民主国家。
由于国共内战等因素，此次国大代表与立法委员选举也是迄今为止唯一的一次遍及台湾海峡两岸的国会直选。
迄11月23日，各地大选顺利完成，经过情形良好，得到国内外的普遍赞誉。当时上海、南京、重庆、天津、西安、沈阳等各大城市中，媒体集中报導此次选举的过程，美国驻华大使司徒雷登也亲自观看选举过程，并评价说：“以美国人眼光看中国大选，难免有不能尽如人意之处。但此事之教育价值，实无法估计。中国经此一开端，即正式步入民主大道，对于国家之民主建设，必当发生至佳之影响”。

## 大会开幕
1948年3月29日，第一届国民大会第一次会议于南京国民大会堂举行开幕典礼，国民政府主席蔣中正致词。4月5日，大会预备会议选举85名代表组成主席团，分组轮流主持会议。4月6日，第一次大会依主席团提报，通过洪蘭友为国民大会秘书长，劉東巖、崔心一为副秘书长。
| 第一組 | 第一組   | 第一組         | 第二組 | 第二組 | 第二組   | 第三組 | 第三組 | 第三組     | 第四組 | 第四組 | 第四組               | 第五組 | 第五組 | 第五組         |
| 排名   | 姓名     | 選區           | 排名   | 姓名   | 選區     | 排名   | 姓名   | 選區       | 排名   | 姓名   | 選區                 | 排名   | 姓名   | 選區           |
| ------ | -------- | -------------- | ------ | ------ | -------- | ------ | ------ | ---------- | ------ | ------ | -------------------- | ------ | ------ | -------------- |
| 1      | 于右任   | 陝西三原       | 2      | 谷正綱 | 貴州安順 | 3      | 張鈁   | 河南新安   | 4      | 白雲梯 | 蒙古盟旗（昭烏達盟） | 5      | 徐傅霖 | 廣東和平       |
| 11     | 李宗黃   | 雲南鶴慶       | 12     | 何成濬 | 湖北隨縣 | 13     | 孫亞夫 | 江蘇六合   | 14     | 張伯謹 | 河北行唐             | 15     | 楊聲   | 西康天全       |
| 21     | 陳聯芬   | 福建南安       | 22     | 程文熙 | 河南開封 | 23     | 賀衷寒 | 湖南岳陽   | 24     | 田崑山 | 甘肅涇川             | 25     | 穆提義 | 新疆吐魯番     |
| 31     | 水梓     | 甘肅榆中       | 32     | 梁敦厚 | 山西定襄 | 33     | 馬紹武 | 回民       | 34     | 潘公展 | 上海市               | 35     | 劉峙   | 江西吉安       |
| 41     | 賈景德   | 山西沁水       | 42     | 朱家驊 | 教育團體 | 43     | 杜月笙 | 上海市     | 44     | 武鏞   | 察哈爾懷安           | 45     | 周鍾嶽 | 雲南劍川       |
| 51     | 王寵惠   | 廣東東莞       | 52     | 胡靖安 | 江西靖安 | 53     | 馬超俊 | 廣州市工會 | 54     | 王世杰 | 湖北崇陽             | 55     | 李文範 | 廣東南海       |
| 61     | 土丹桑布 | 西藏地方       | 62     | 陳式銳 | 福建同安 | 63     | 梅友卓 | 僑選第二區 | 64     | 方覺慧 | 湖北蘄春             | 65     | 張希文 | 河北省婦女     |
| 71     | 夏勤     | 江蘇泰縣       | 72     | 吳煥章 | 嫩江大賚 | 73     | 魏元光 | 河北南樂   | 74     | 于斌   | 黑龍江海倫           | 75     | 張蔭梧 | 河北博野       |
| 81     | 張維翰   | 雲南大關       | 82     | 錢大鈞 | 上海市   | 83     | 顧毓琇 | 教育團體   | 84     | 高巍   | 農業團體             | 85     | 張伯苓 | 天津市         |
| 第六組 | 第六組   | 第六組         | 第七組 | 第七組 | 第七組   | 第八組 | 第八組 | 第八組     | 第九組 | 第九組 | 第九組               | 第十組 | 第十組 | 第十組         |
| 排名   | 姓名     | 選區           | 排名   | 姓名   | 選區     | 排名   | 姓名   | 選區       | 排名   | 姓名   | 選區                 | 排名   | 姓名   | 選區           |
| 6      | 徐堪     | 四川三台       | 7      | 秦德純 | 山東沂水 | 8      | 白崇禧 | 廣西桂林市 | 9      | 馬文車 | 浙江東陽             | 10     | 余家菊 | 湖北黄陂       |
| 16     | 左舜生   | 農業團體       | 17     | 于學忠 | 山東蓬萊 | 18     | 王星舟 | 遼寧海城   | 19     | 何應欽 | 貴州貴陽市           | 20     | 陳啓天 | 上海市         |
| 26     | 甘乃光   | 廣西岑溪       | 27     | 何魯之 | 教育團體 | 28     | 馬鴻逵 | 回民       | 29     | 程潛   | 湖南醴陵             | 30     | 張振鷺 | 遼北開原       |
| 36     | 劉士毅   | 江西都昌       | 37     | 薛篤弼 | 山西解縣 | 38     | 蘇珽   | 綏遠涼城   | 39     | 王民寧 | 臺灣臺北             | 40     | 吳忠信 | 安徽合肥       |
| 46     | 溥儒     | 滿族           | 47     | 杜聿明 | 陝西米脂 | 48     | 李仲陽 | 四川郫縣   | 49     | 薛岳   | 廣東樂昌             | 50     | 沈慧蓮 | 全國性婦女團體 |
| 56     | 胡適     | 教育團體       | 57     | 張群   | 四川華陽 | 58     | 黃季陸 | 四川敘永   | 59     | 許惠東 | 北平市               | 60     | 戴傳賢 | 浙江吳興       |
| 66     | 水祥雲   | 上海市工會     | 67     | 吳敬恆 | 江蘇武進 | 68     | 葉秀峰 | 江蘇江都   | 69     | 王雲五 | 工礦團體             | 70     | 王曉籟 | 商業團體       |
| 76     | 胡伯翰   | 河北新海設治局 | 77     | 曾寶蓀 | 湖南湘鄉 | 78     | 馮有真 | 新聞記者   | 79     | 李士珍 | 浙江寧海             | 80     | 陳裕光 | 南京市         |

## 动员戡乱
國民政府於1947年12月25日正式頒布了《中華民國憲法》，但在抗日戰爭剛結束的同時，中國共產黨軍隊的勢力逐漸擴大。於是蔣介石在7月4日向南京國民政府第六次「國務會議」提交了“厲行全國總動員，以戡共匪叛亂”的動員令，並於次日公佈，從此全國進入了“動員戡亂時期”。
1948年4月，召開第一屆國民大會第一次會議。為擴大蔣中正的總統權力，許多國大代表提議要修改剛剛生效不到4個月的《憲法》。但修改《憲法》又怕失掉民心，磋商的結果認為最好的辦法莫過於“為於暫不變《憲法》的範圍內，予政府以臨時應變之權力”。於是張群、王世傑等721名國大代表聯名提出了制定《動員戡亂時期臨時條款》一案。於宣告動員戡亂期間，就國家實施緊急權之程序給予特別之規定，使之不受《憲法》本文規定之限制。4月18日，大會正式通過該案，並於5月10日實行，並規定有效期為兩年半。

## 总统选举

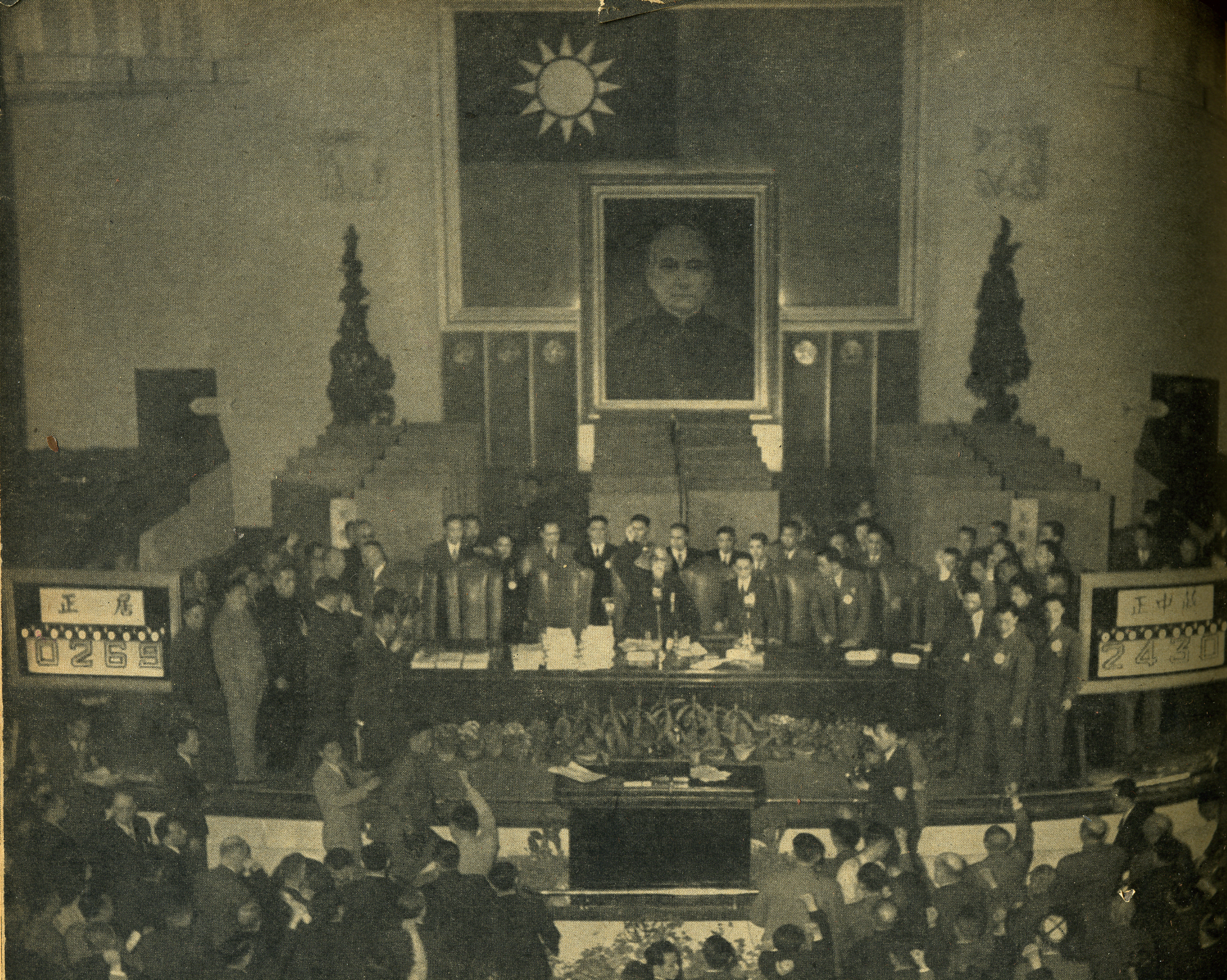
中華民國總統選舉

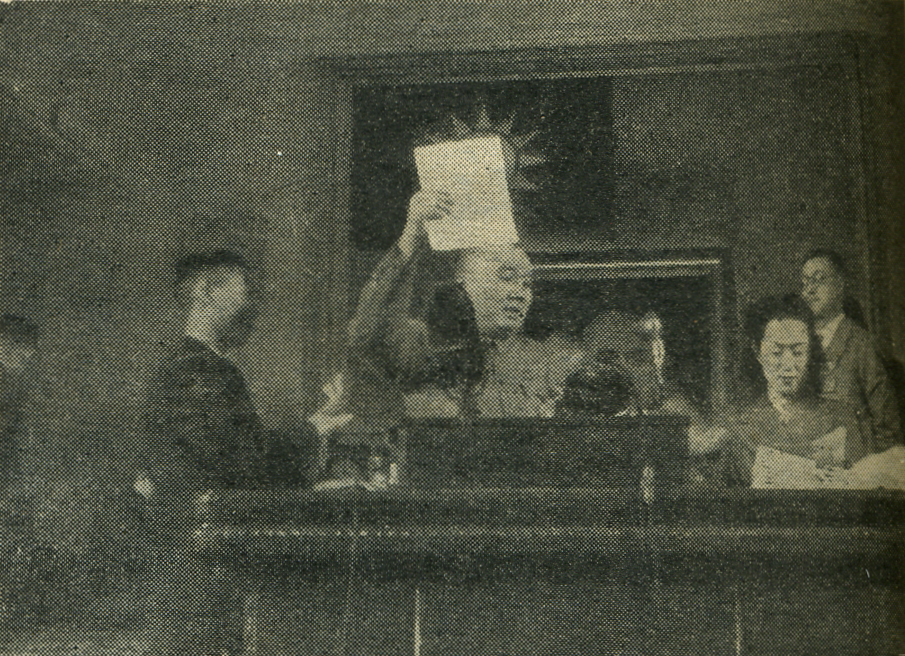
公开唱票

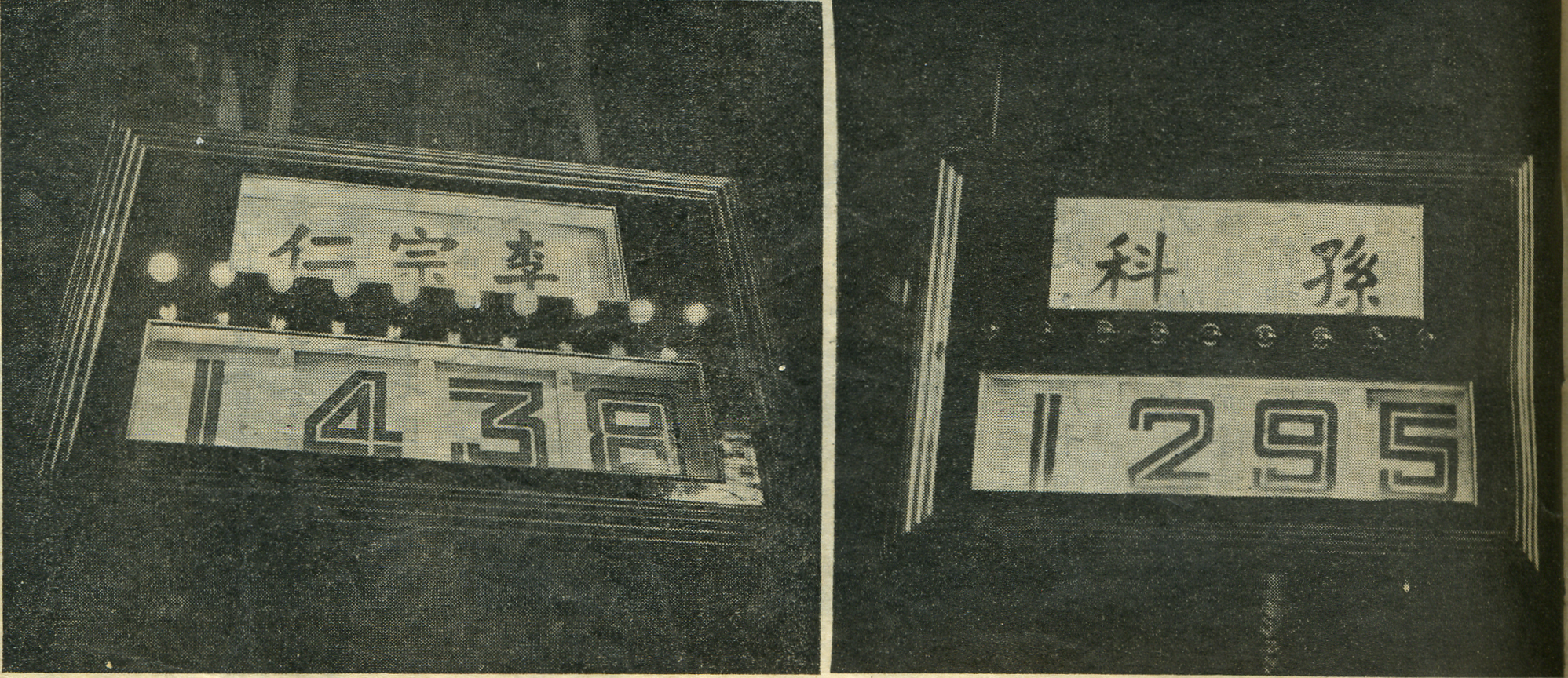
计票板

1948年中華民國總統選舉為中華民國政府舉行的首次全國性的總統選舉，選舉方式由中華民國國民大會代表（以下簡稱國大代表）參與投票的間接選舉。該選舉於1948年4月20日投票，選舉地點則是在南京市國民大會堂。副總統選舉雖同時進行，不過與總統選舉分開計票，且並無與總統一起搭檔的選舉制度設計。
該選舉採差額選舉，且是首輪得票必需超過半數以上才能當選的絕對多數選舉。在總統選舉方面，中國國民黨總統候選人蔣中正以2430票的懸殊比數擊敗獲得269票的同黨對手居正（被蔣中正要求參與選舉作為候選人），以將近八成的高得票率當選行憲後的首任中華民國總統。不過，蔣中正雖如預期的順利當選，但是蔣所囑意的副總統候選人、孫中山長子孫科並未獲得當選。在經過四輪投票後，孫科以1295票比1438票敗給了桂系軍人所擁護的李宗仁。不久，選舉中當選總統的蔣介石於同年5月20日在南京總統府宣誓就職，不過蔣中正任期未滿一年則因國共內戰因素被迫放棄職位而「下野」，但仍掌握國民黨和中華民國國軍的領導權。
因為國共內戰與中華人民共和國建國等因素，該次選舉不但是中華民國目前於全中國唯一一次舉行的總統大選，也是目前唯一一次選民範圍跨越兩岸的多候选人總統民主选举。
| 候選人 | 候選人 | 政黨  | 政黨       | 得票   | 得票   | 當選 |
| ------ | ------ | ----- | ---------- | ------ | ------ | ---- |
| 候選人 | 候選人 | 政黨  | 政黨       | 票數   | 得票率 | 當選 |
| 總統   | 蔣中正 |       | 中國國民黨 | 2,430  | 90.03% | 當選 |
| 總統   | 居正   | 269   | 中國國民黨 | 9.97%  |        |      |
| 副總統 | 李宗仁 | 1,438 | 中國國民黨 | 52.62% | 當選   |      |
| 副總統 | 孫科   | 1,295 | 中國國民黨 | 47.38% |        |      |

## 组建政府
1948年5月，立法院集会，选举孙科为立法院院长；监察院集会，选举于右任为监察院院长。第一任中华民国总统蒋中正召集行政院，任命翁文灏为行政院院长。中华民国政府正式组建，国民政府走入历史。
与此同时，国民参政会结束运作。

## 圖集

### 總統、副總統

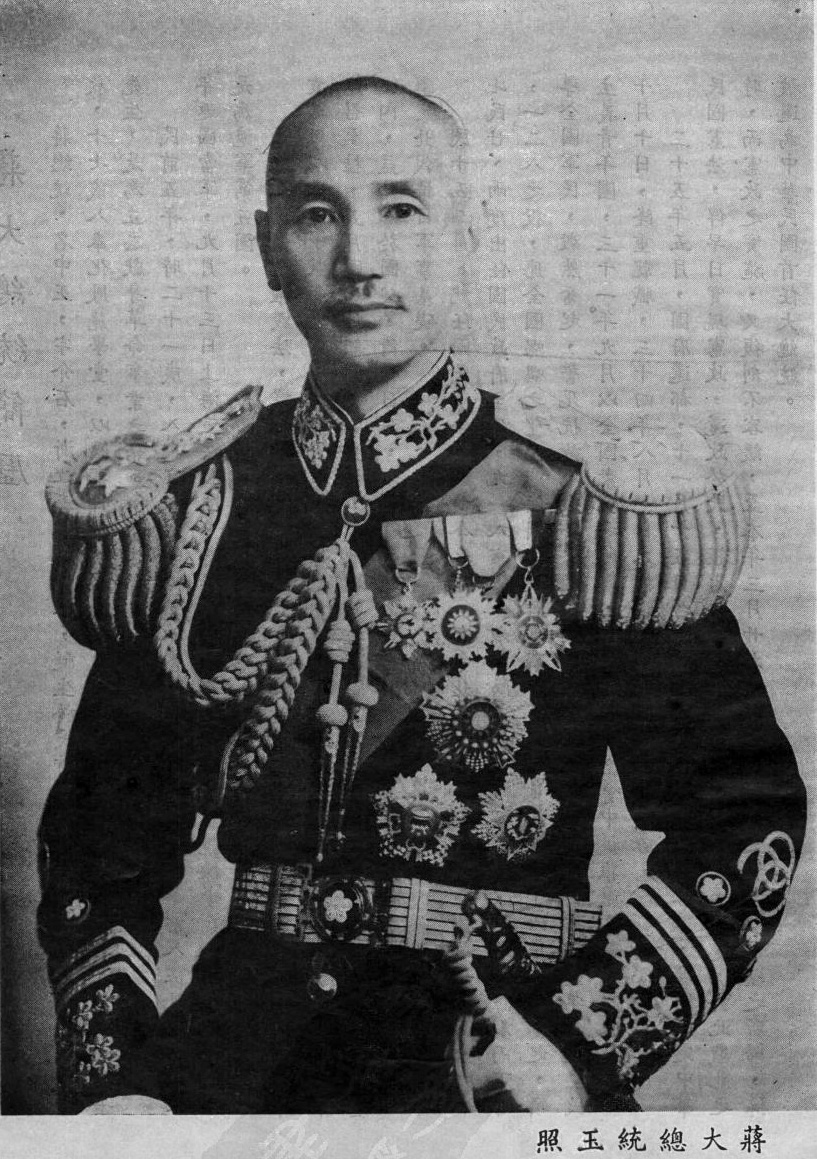
中華民國總統蔣中正
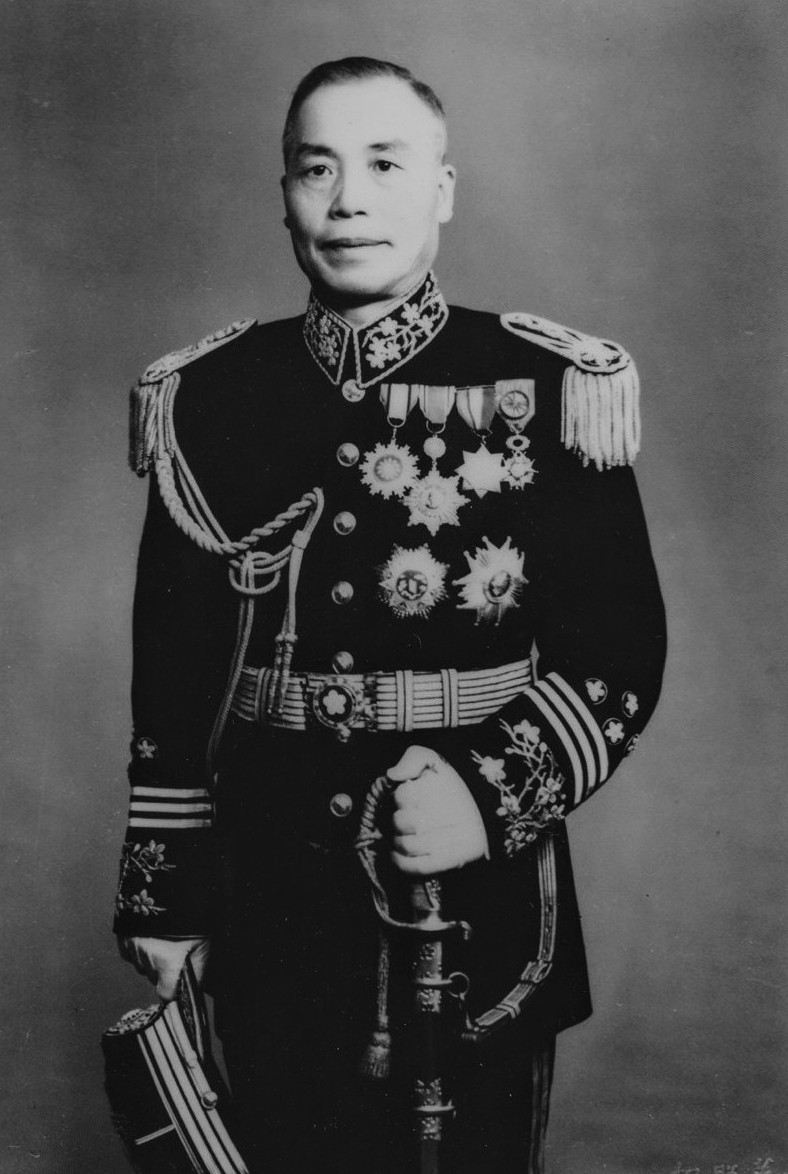
中華民國副總統李宗仁

### 五院院長

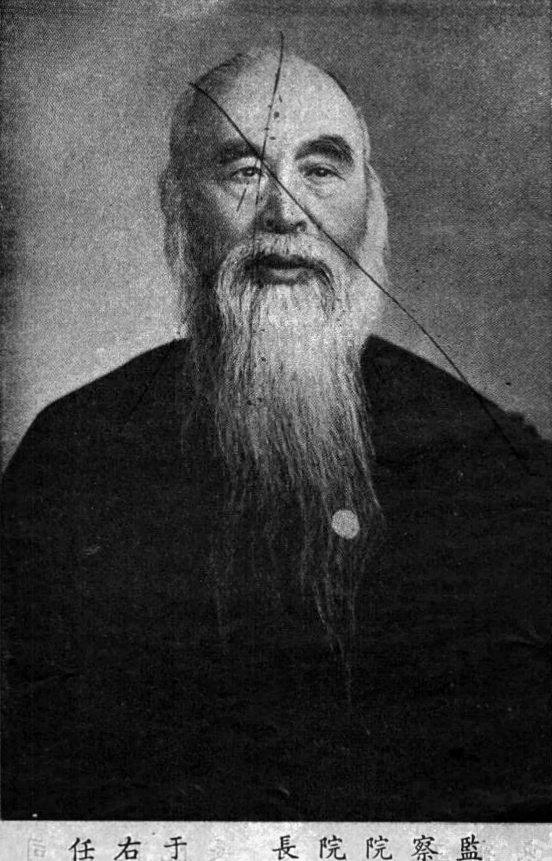
中華民國監察院院長于右任
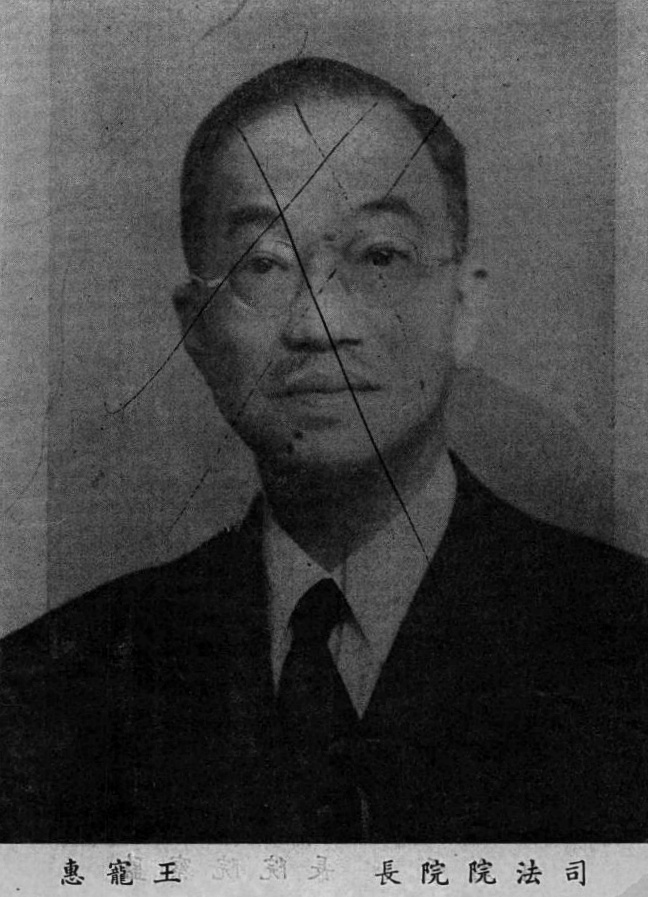
中華民國司法院院長王寵惠
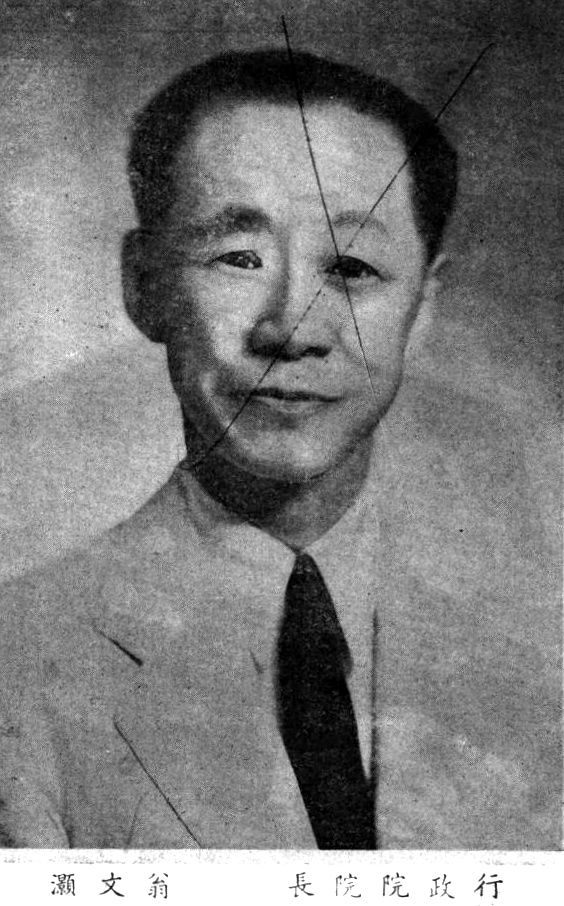
中華民國行政院院長翁文灝
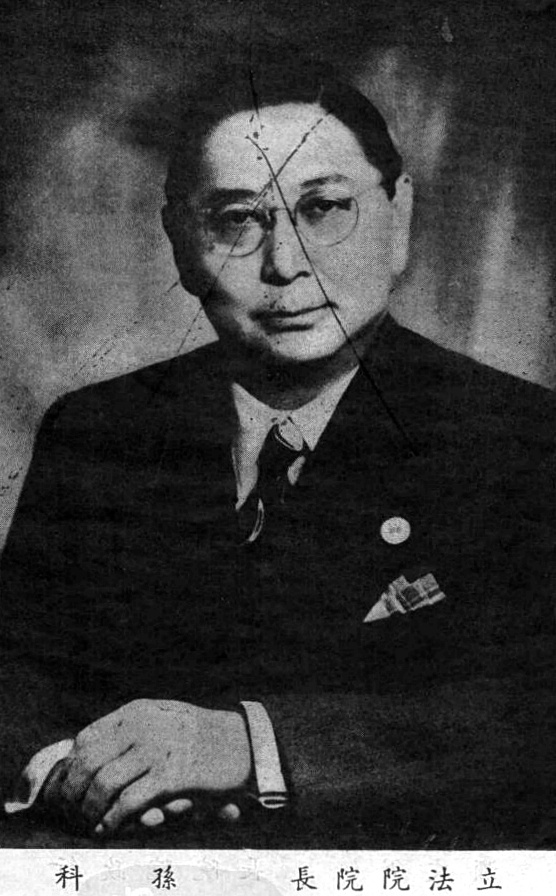
中華民國立法院院長孫科
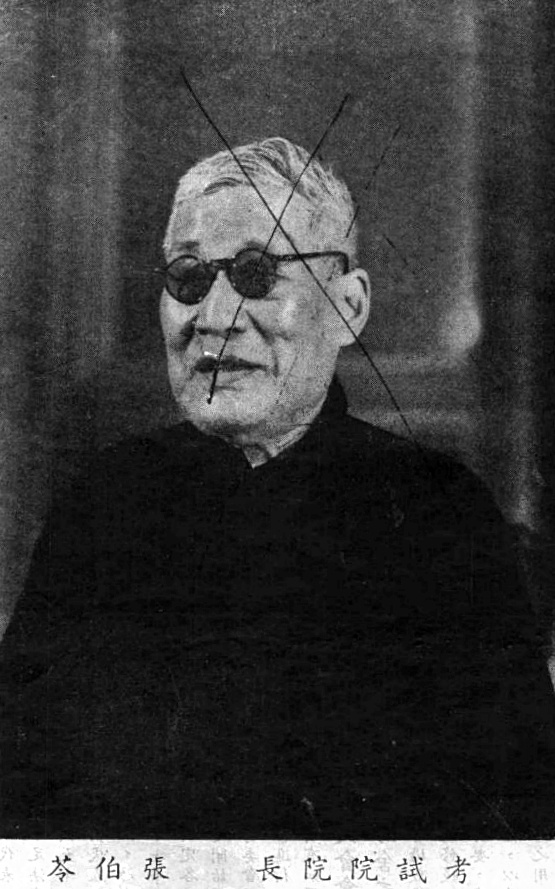
中華民國考試院院長張伯苓

### 國民大會籌備經過

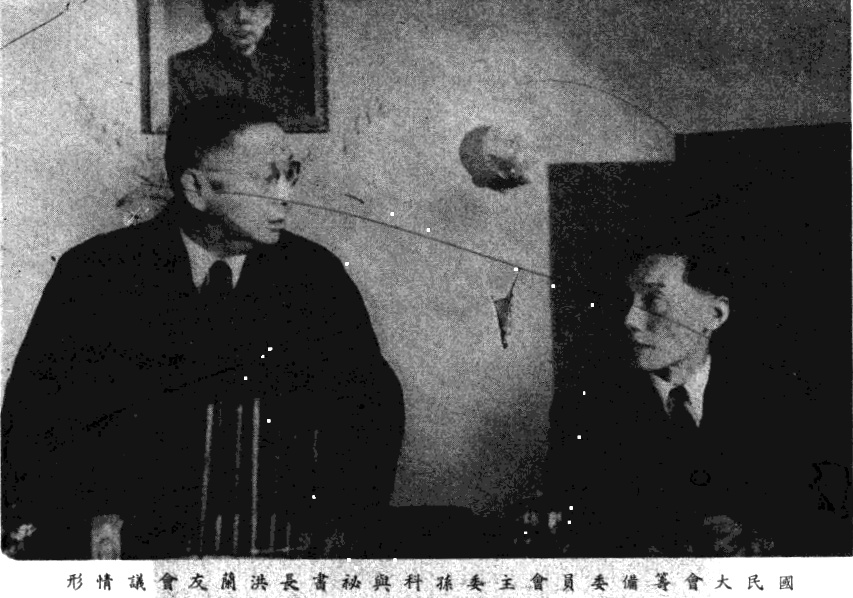
國民大會籌備委員會主任委員孫科與秘書長洪蘭友會議情形
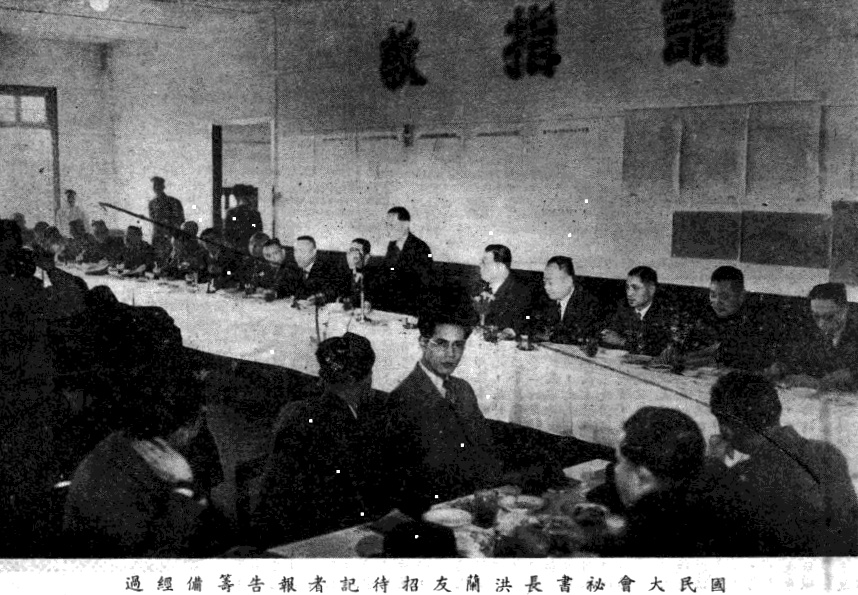
國民大會秘書長洪蘭友招待記者報告籌備經過

### 代表選舉

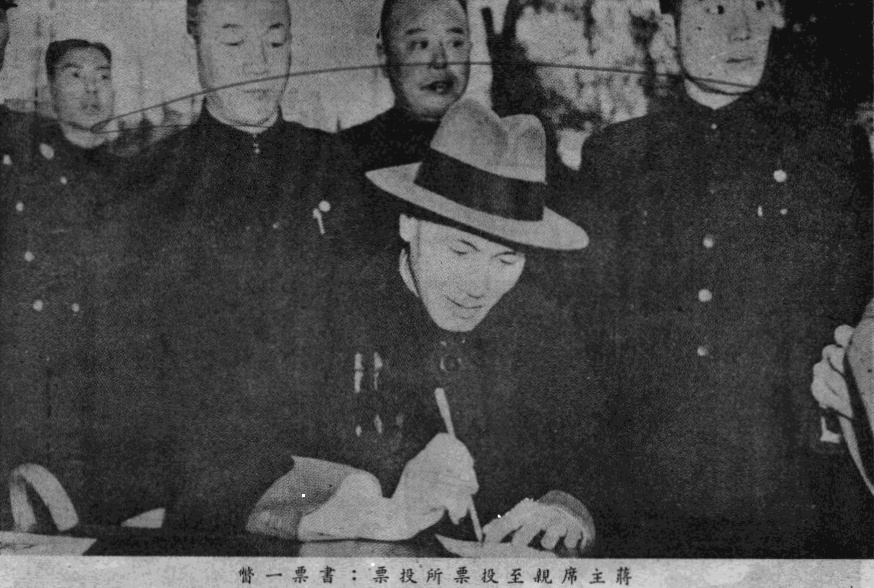
蔣主席親至投票所：書票一瞥
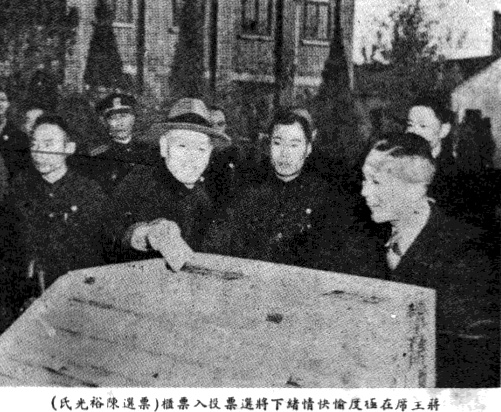
蔣主席在極度愉快情緒下將選票投入票櫃（票選陳裕光氏）
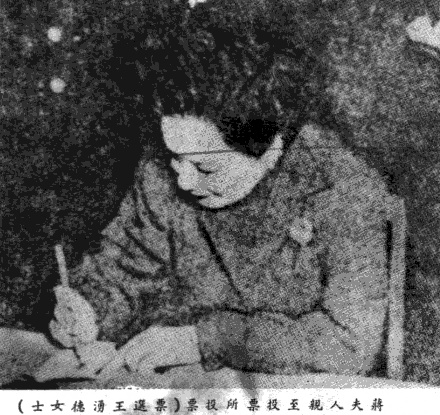
蔣夫人親至投票所投票（票選王湧德女士）
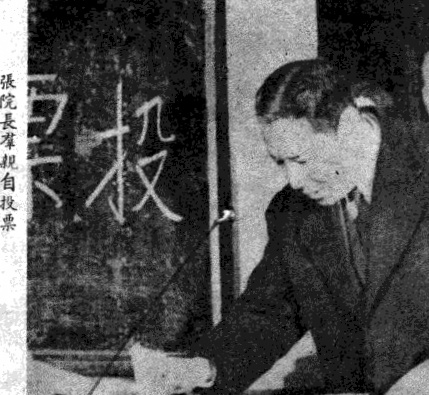
張羣院長親自投票
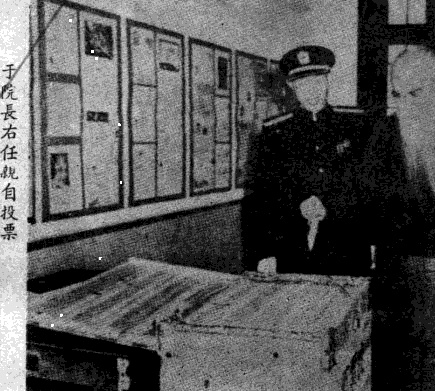
于院長右任親自投票
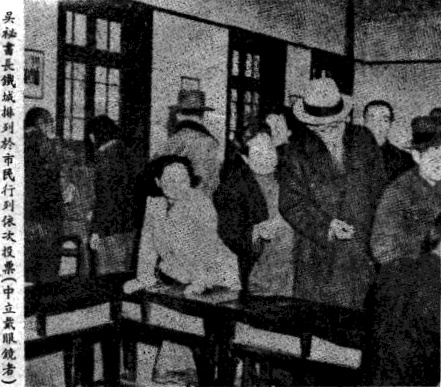
吳秘書長鐵城排列於市民行列依次投票
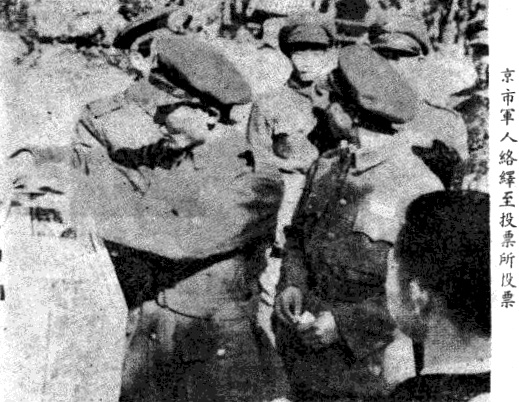
南京市軍人絡繹至投票所投票
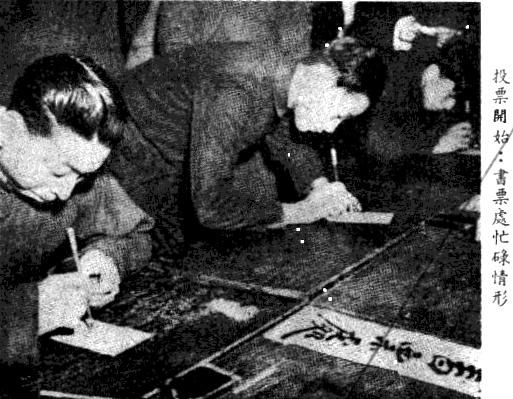
投票開始：書票處忙碌情形
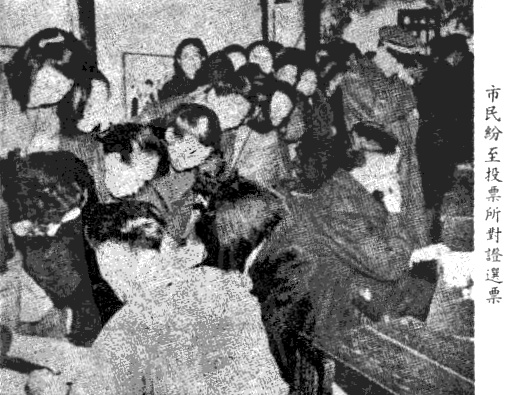
市民紛至投票所對證選票

### 代表報到

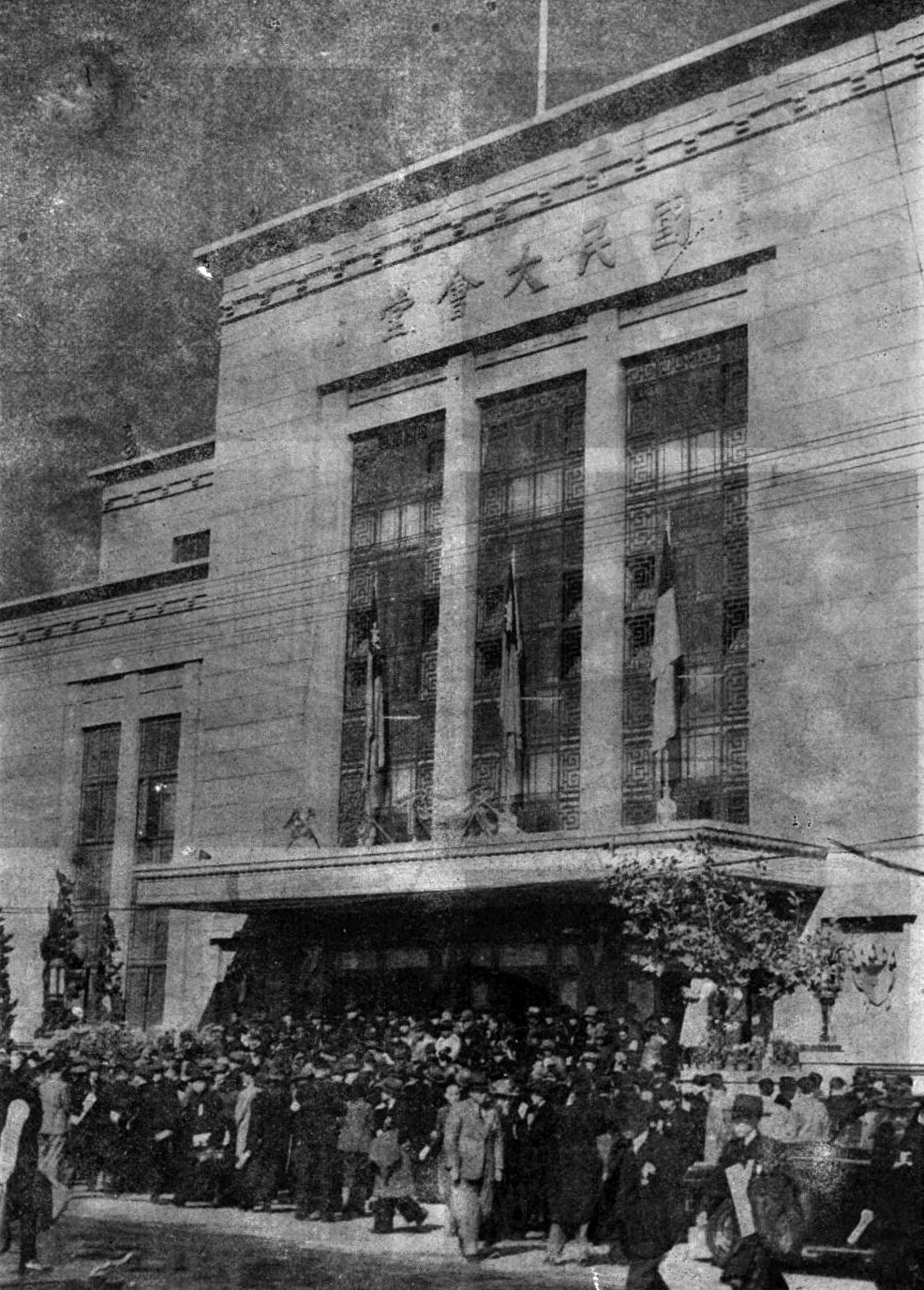
國民大會堂
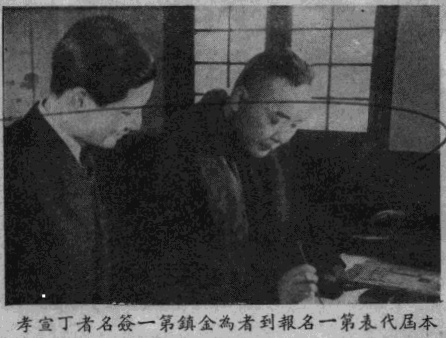
本屆代表第一報到者為金鎮第一簽名者丁宣孝
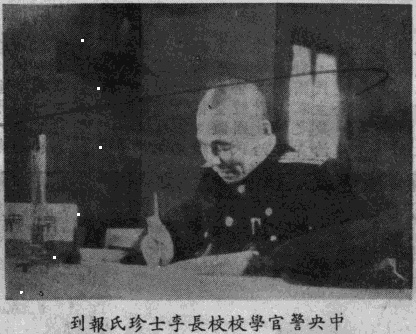
中央警官學校校長李士珍氏報到
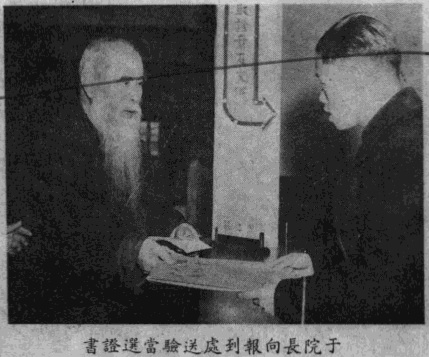
于院長向報到處送驗當選證書
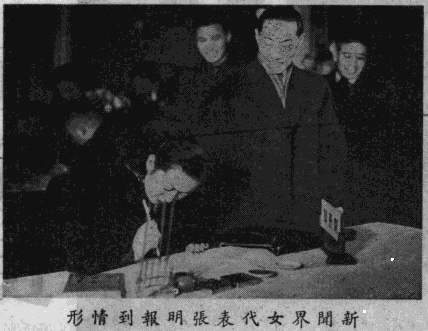
新聞界女代表張明報到情形
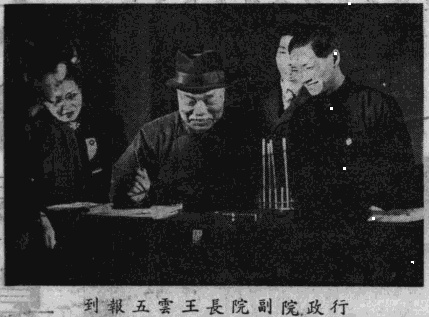
行政院副院長王雲五報到
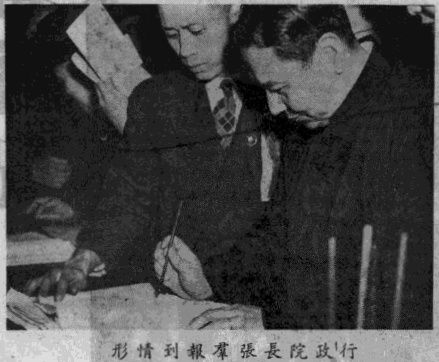
行政院長張羣報到情形

### 開幕盛況

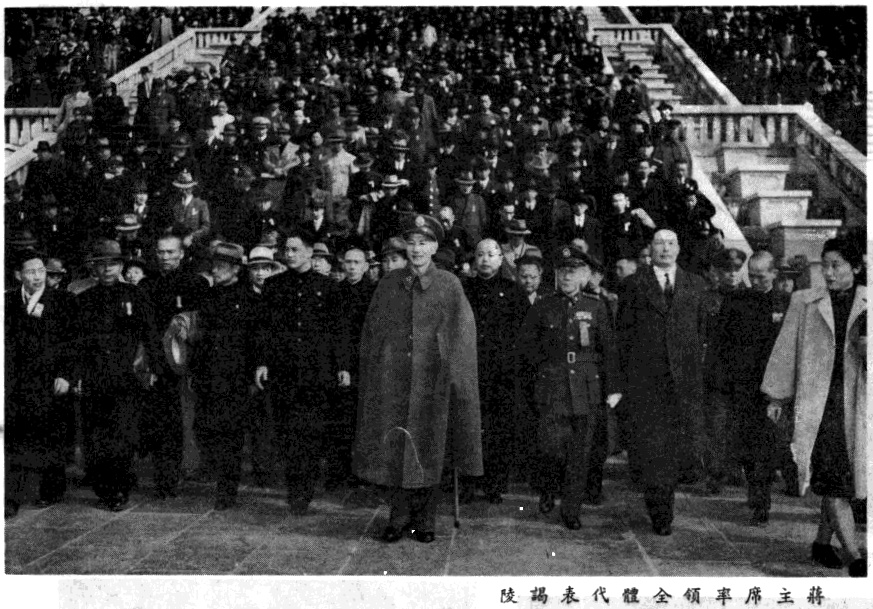
蔣主席率領全體代表謁陵
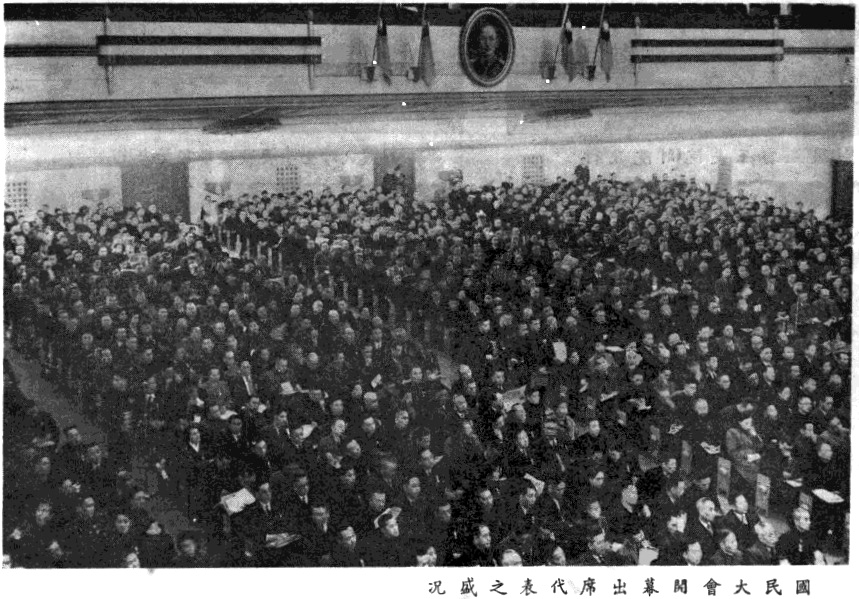
國民大會開幕出席之代表盛況
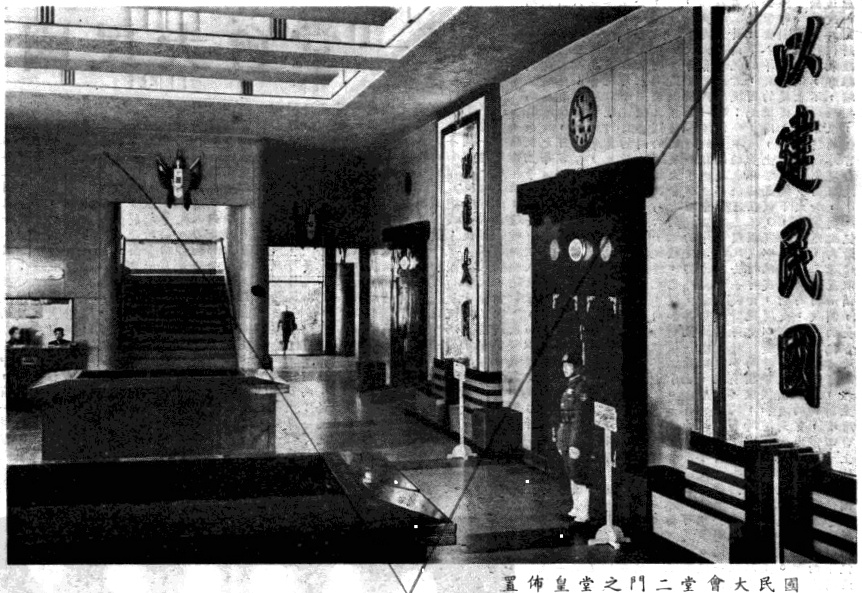
國民大會堂二門之堂皇佈置
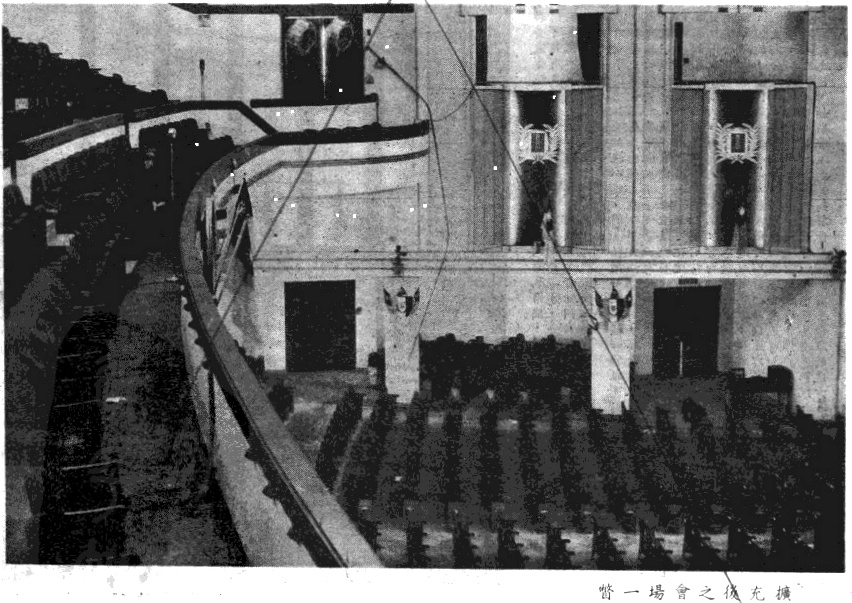
擴充後之會場一瞥
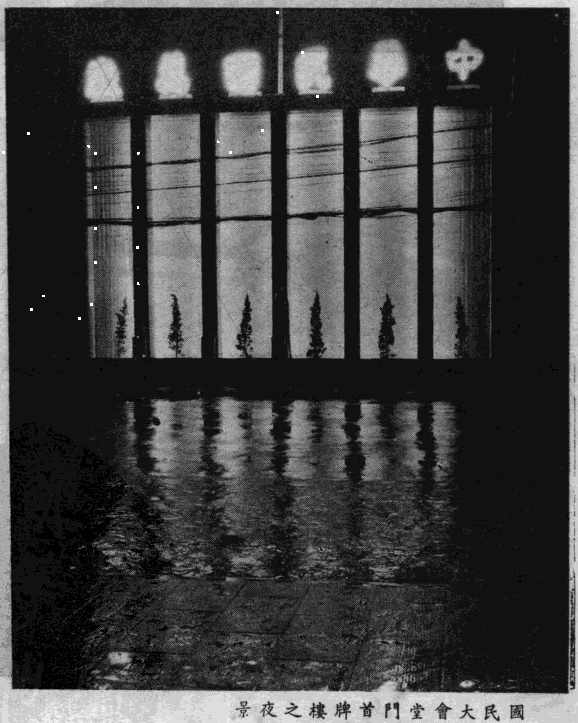
國民大會堂門首牌樓之夜景
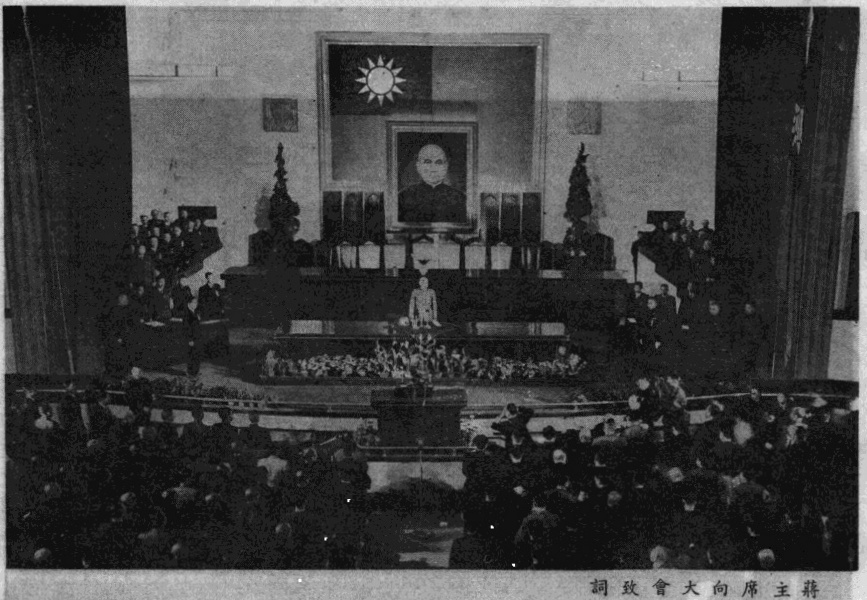
蔣主席向大會致辭
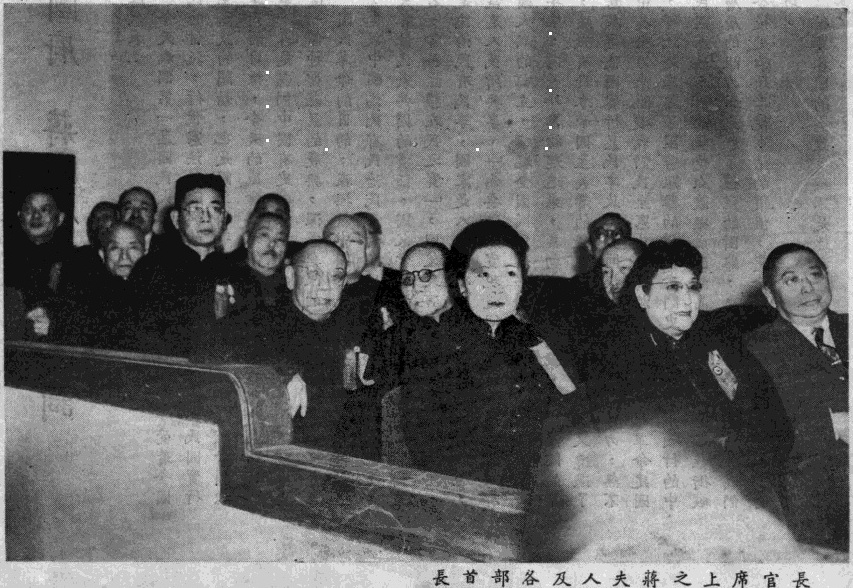
長官席上之蔣夫人及各部首長
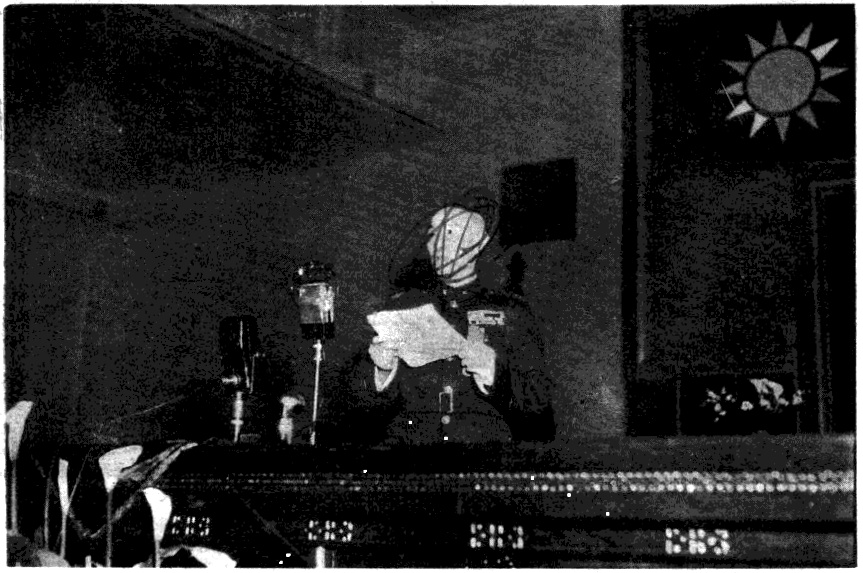
國府蔣主席對大會致辭
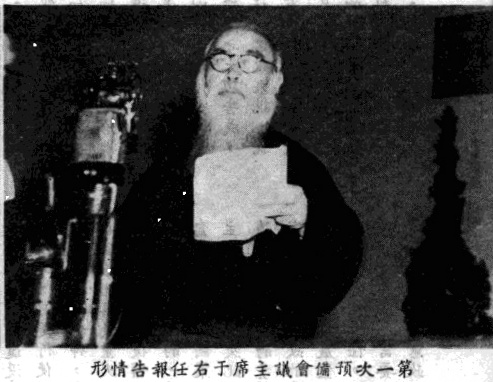
第一次預備會議主席于右任報告情形
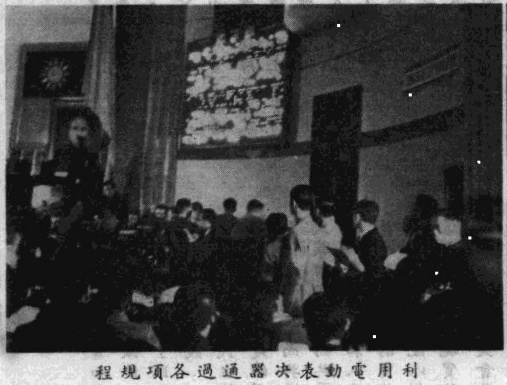
利用電動表決器通過各項規程
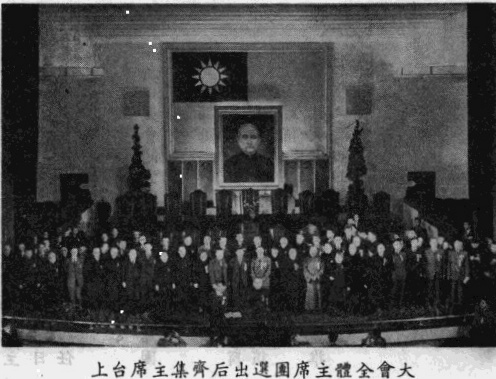
大會全體主席團選出後齊集主席台上
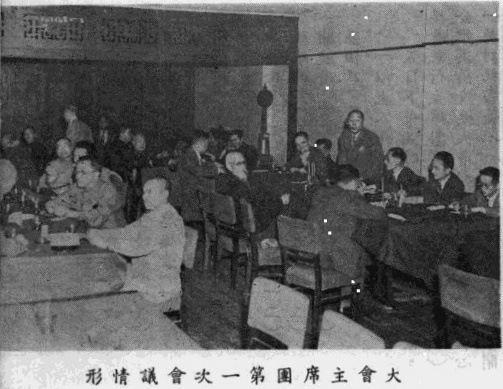
大會主席團第一次會議情形
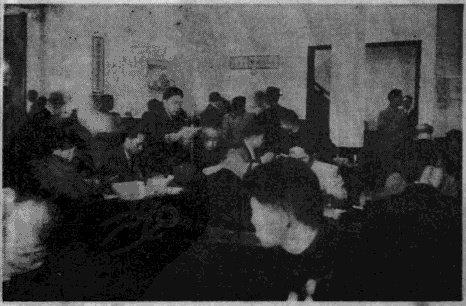
代表提案審查經過4
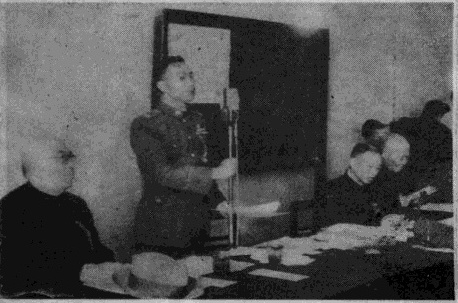
代表提案審查經過3
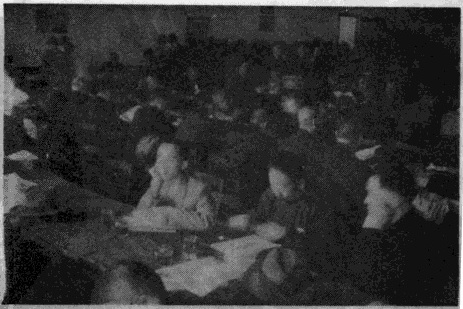
代表提案審查經過2
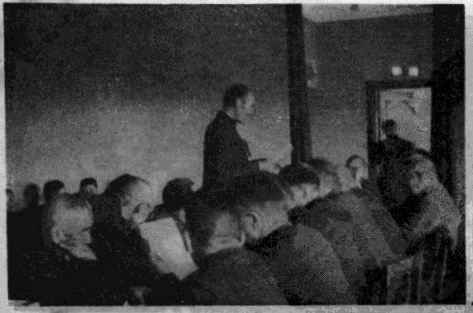
代表提案審查經過1

### 施政報告

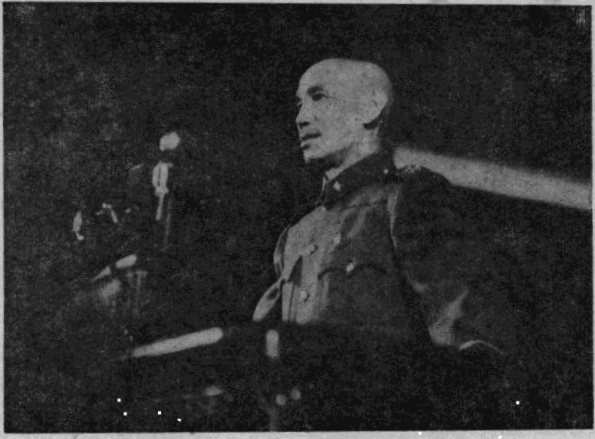
國民政府主席蔣中正在國大報告施政
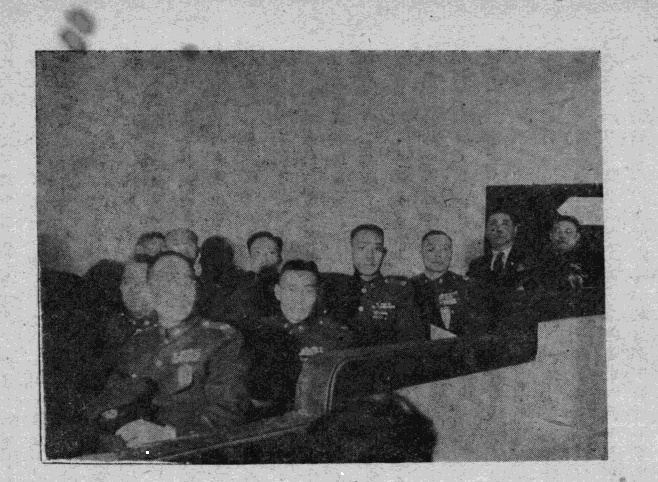
蔣主席在國大報告施政02
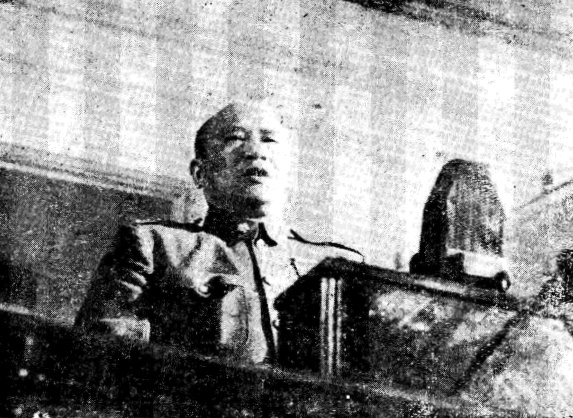
國防部部長白崇禧報告
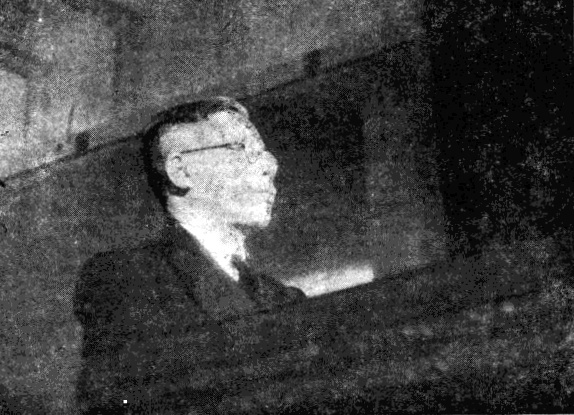
外交部部長王世杰報告
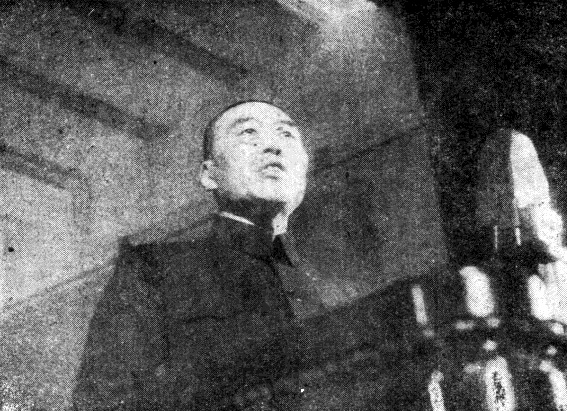
內政部部長張厲生報告
財政部部長俞鴻鈞報告
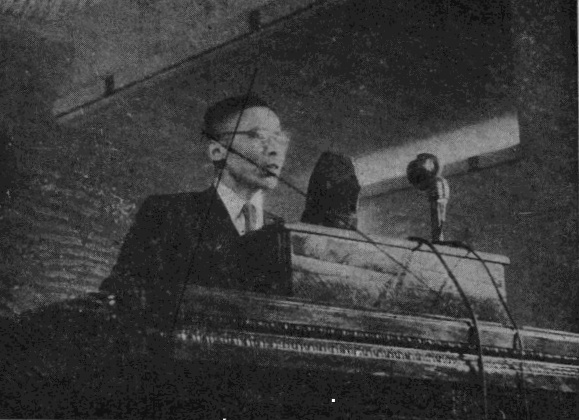
經濟部部長陳啟天報告
教育部部長朱家驊報告
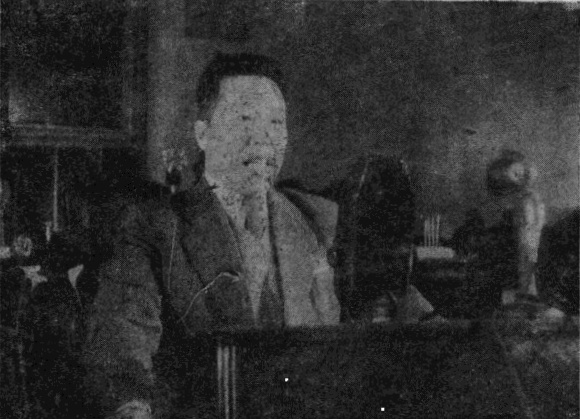
交通部部長俞大維報告
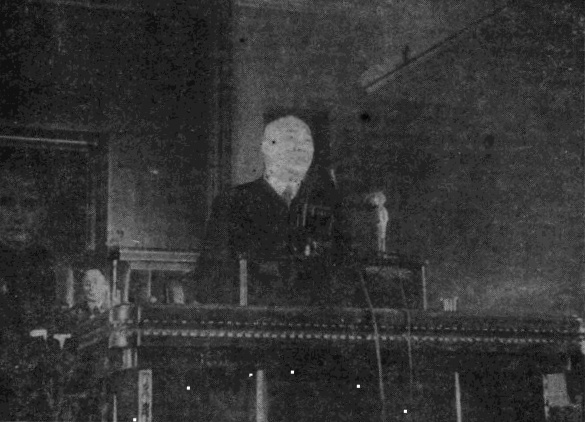
糧食部部長俞飛鵬報告
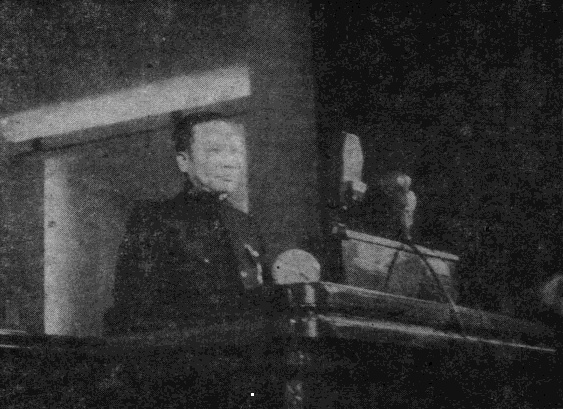
社會部部長谷正綱報告

### 歷次大會主席

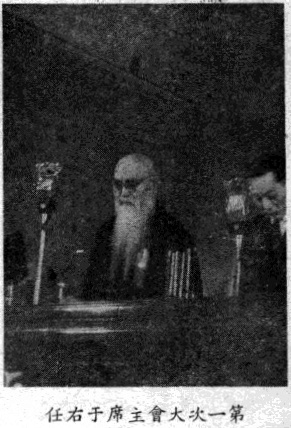
第一次大會主席于右任
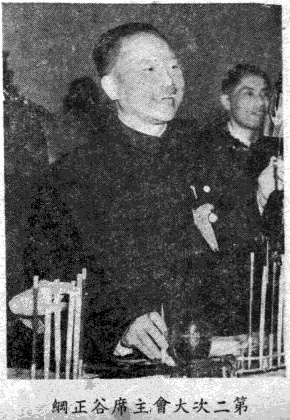
第二次大會主席谷正綱
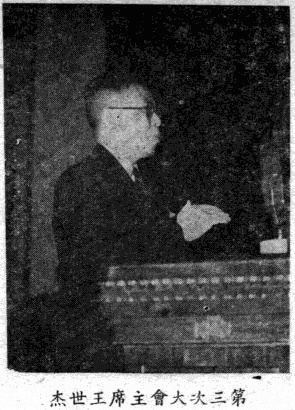
第三次大會主席王世杰
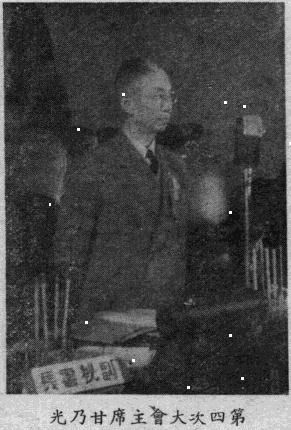
第四次大會主席甘乃光
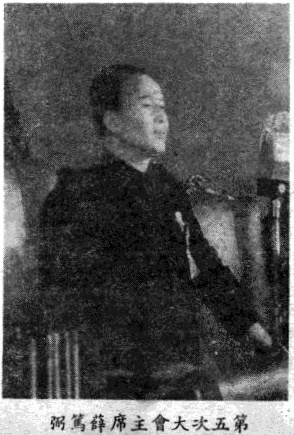
第五次大會主席薛篤弼
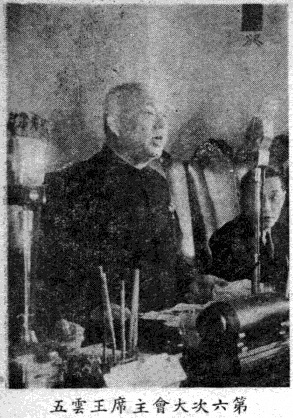
第六次大會主席王雲五
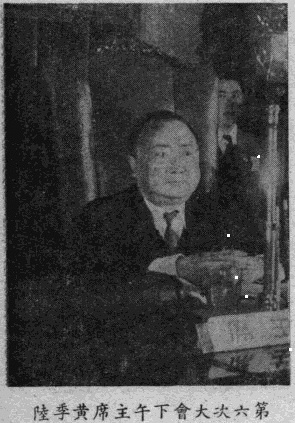
第六次大會下午主席黃季陸
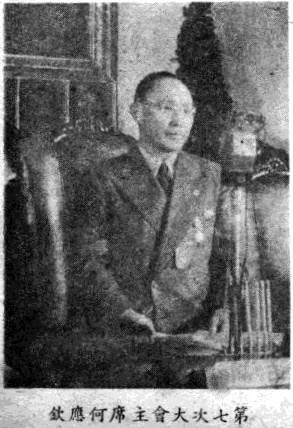
第七次大會主席何應欽
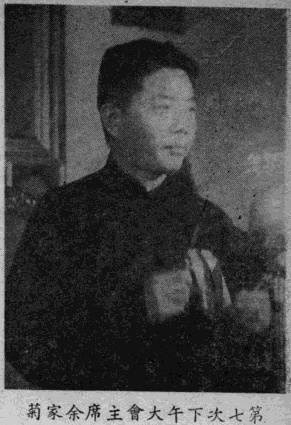
第七次下午大會主席余家菊
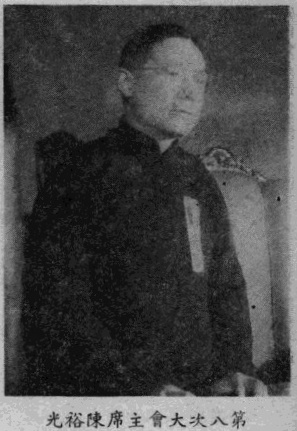
第八次大會主席陳裕光
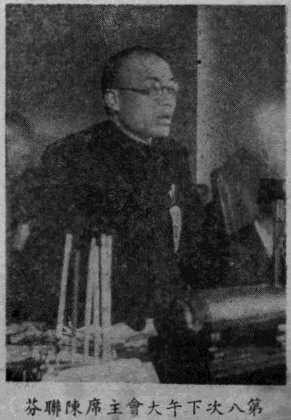
第八次下午大會主席陳聯芬
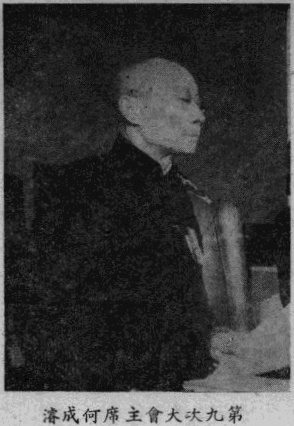
第九次大會主席何成濬
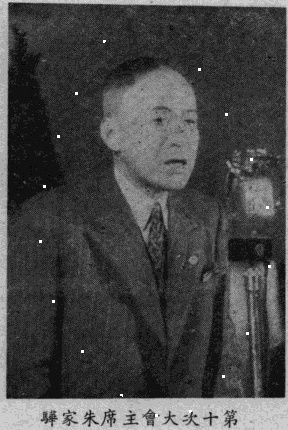
第十次大會主席朱家驊
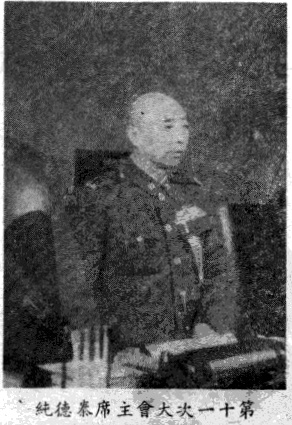
第十一次大會主席秦德純
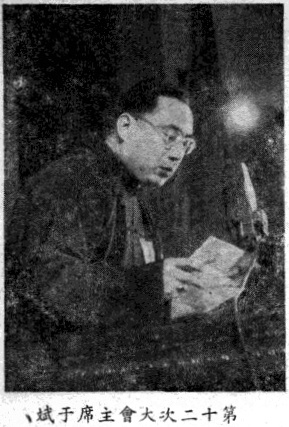
第十二次大會主席于斌
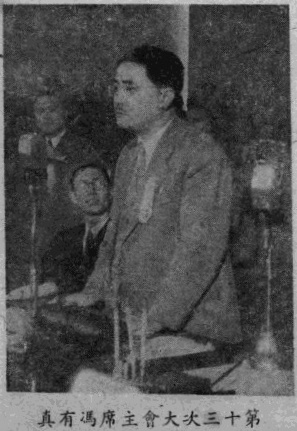
第十三次大會主席馮有真
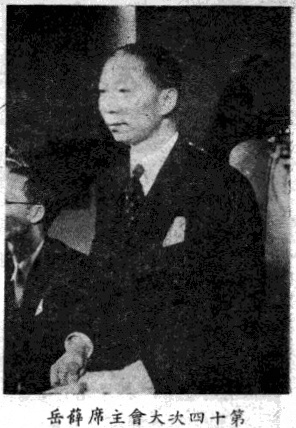
第十四次大會主席薛岳
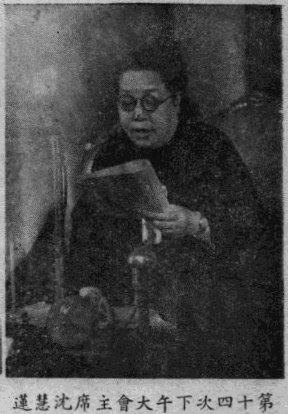
第十四次下午大會主席沈慧蓮
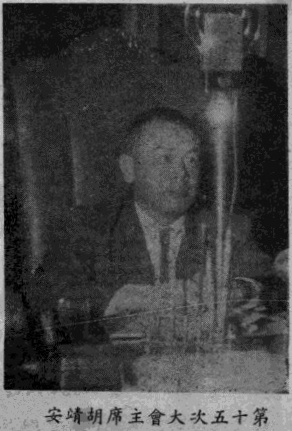
第十五次大會主席胡靖安
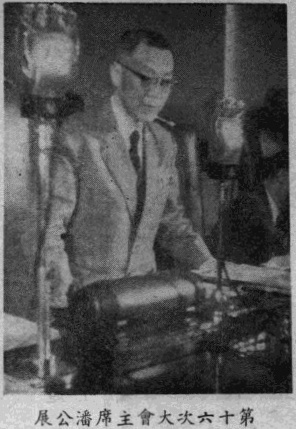
第十六次大會主席潘公展
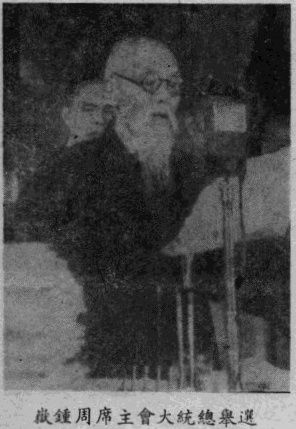
選舉總統大會主席周鍾嶽
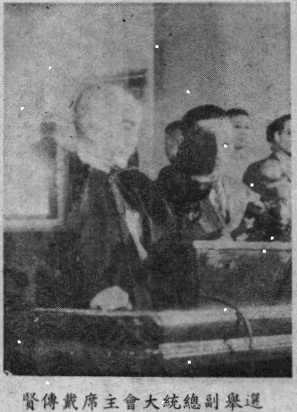
選舉副總統大會主席戴傳賢
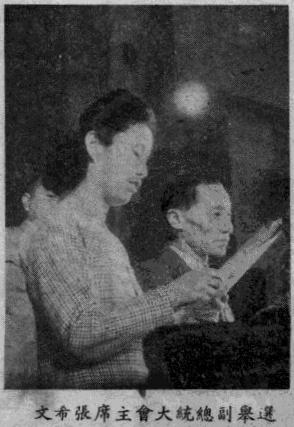
選舉副總統大會主席張希文
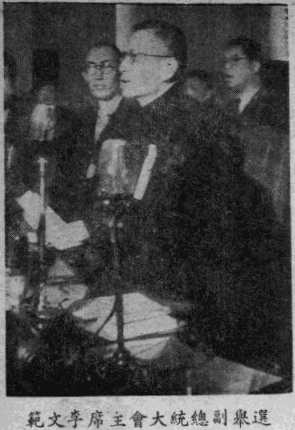
選舉副總統大會主席李文範
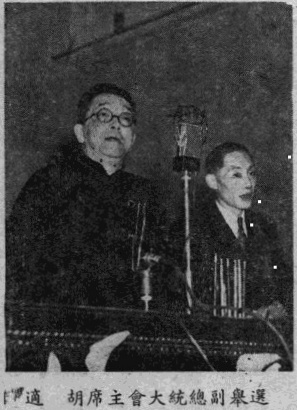
選舉副總統大會主席胡適
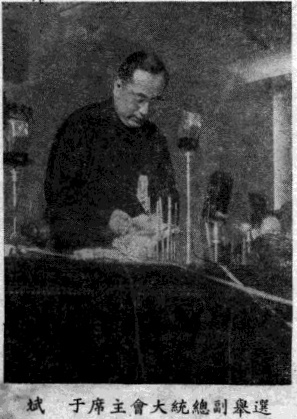
選舉副總統大會主席于斌

### 總統選舉

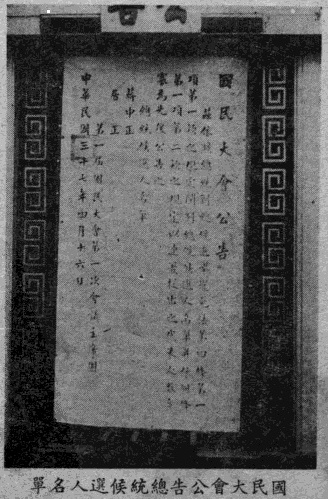
國民大會公告總統候選人名單
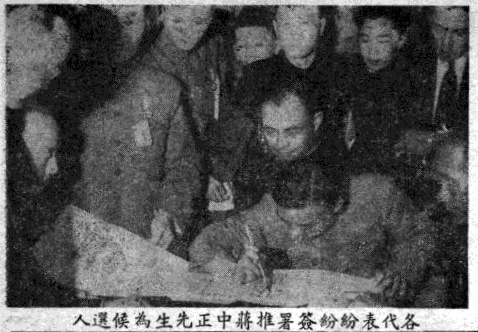
各代表紛紛簽署推舉蔣中正先生為候選人
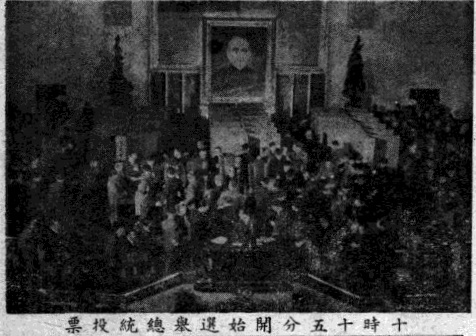
十時十五分開始選舉總統投票
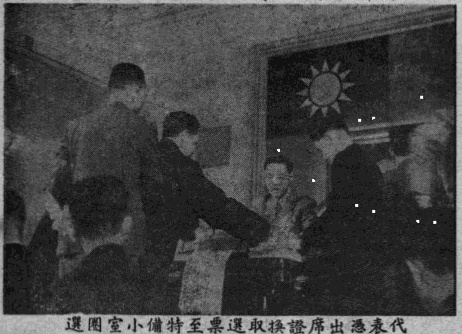
代表憑出席證換取選票至特備小室圈選
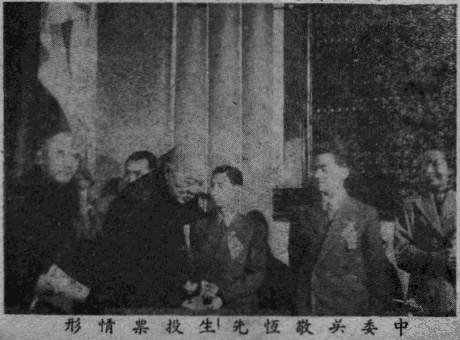
中委吳敬恆先生投票情形
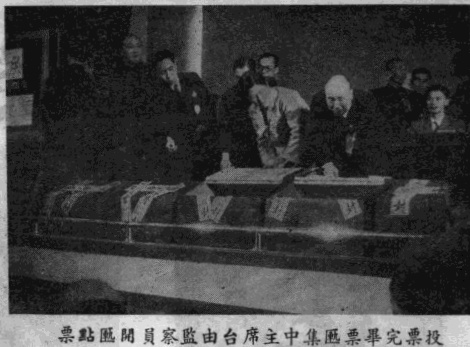
投票完畢票匭集中主席台，由監察員開匭點票。
各國使節蒞場參觀，左起為美使司徒雷登、英使施諦文。
唱票點數後公佈之票數
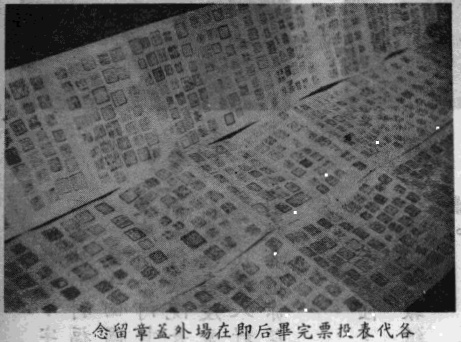
各代表投票完畢後即在場外蓋章留念
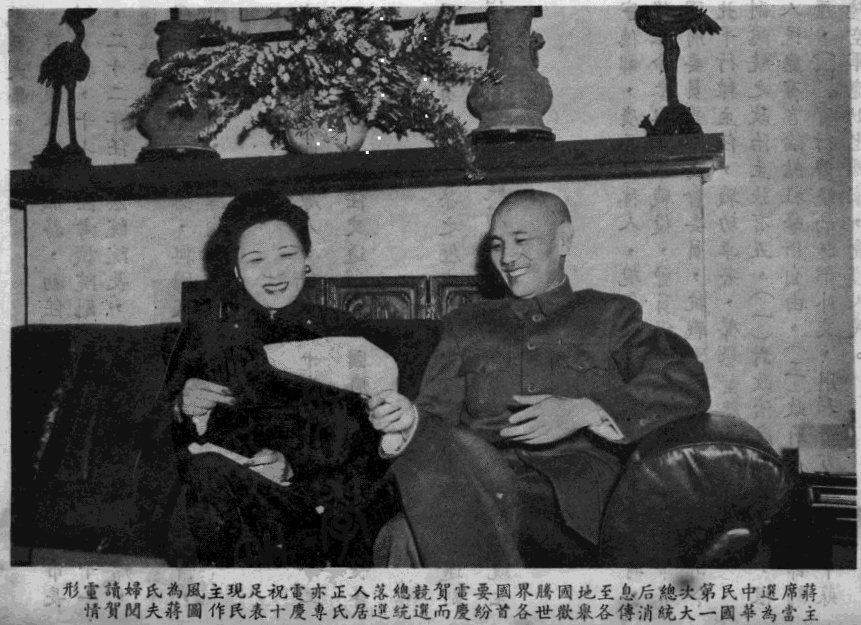
蔣主席當選為中華民國第一次大總統後，消息傳至各地，舉國歡騰，世界各國首要紛電慶賀。而競選總統落選之居正氏亦專電慶祝，十足表現民主作風。圖為蔣氏夫婦閱讀賀電情形。

### 副總統候選人

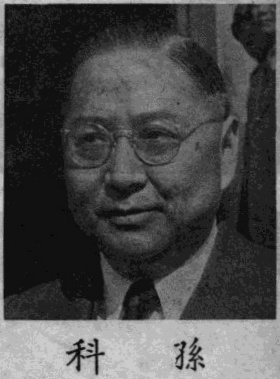
副總統候選人孫科
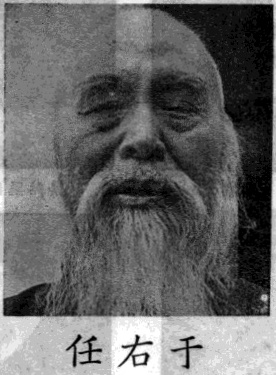
副總統候選人于右任
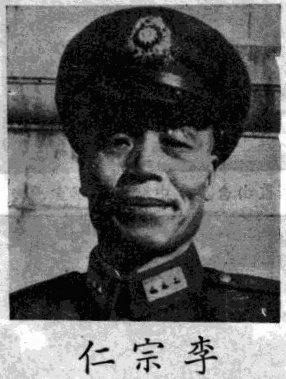
副總統候選人李宗仁
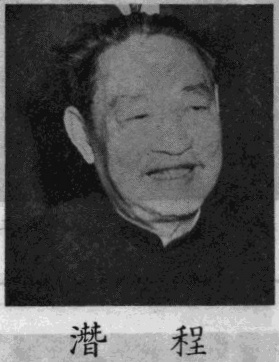
副總統候選人程潛
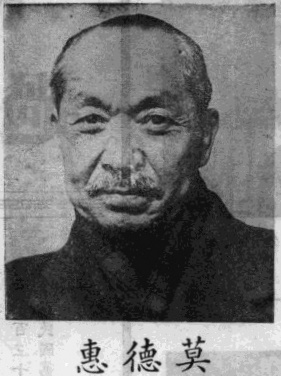
副總統候選人莫德惠
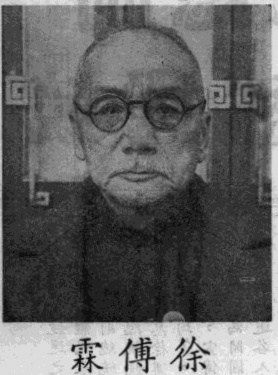
副總統候選人徐傅霖

### 副總統競選經過

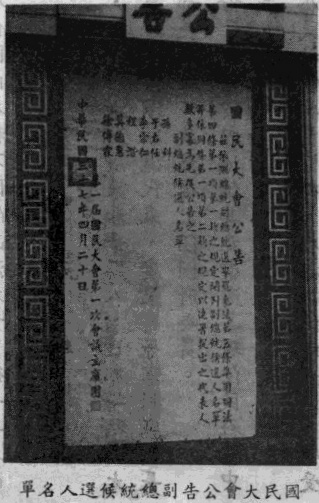
國民大會公告副總統候選人名單
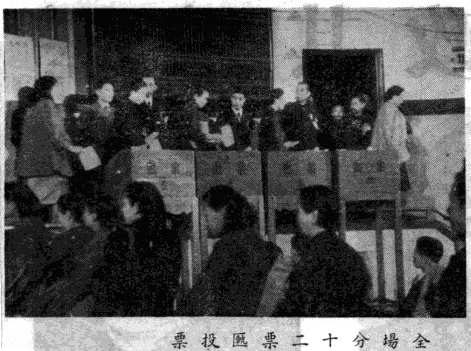
全場分十二票匭投票
各單位依照席次魚貫投票
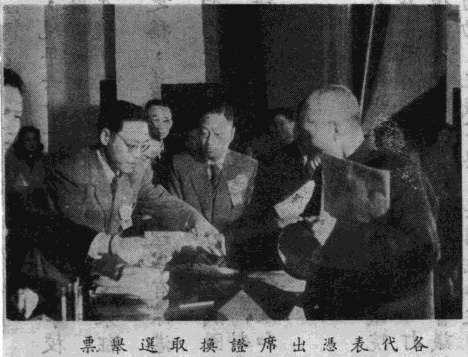
各代表憑出席證換取選舉票
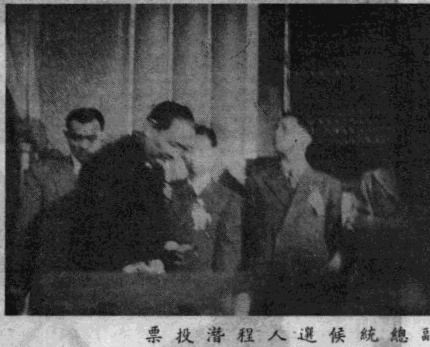
副總統候選人程潛投票
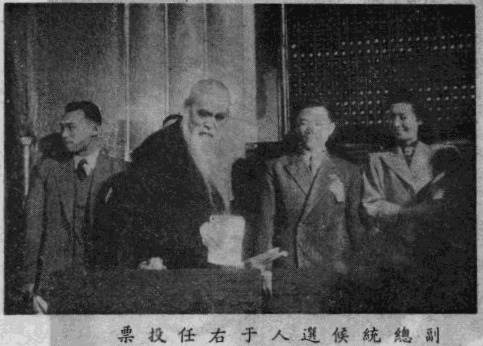
副總統候選人于右任投票
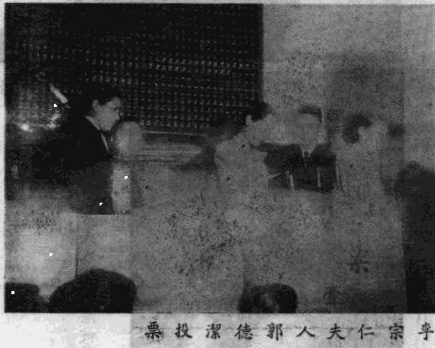
李宗仁夫人郭德潔投票
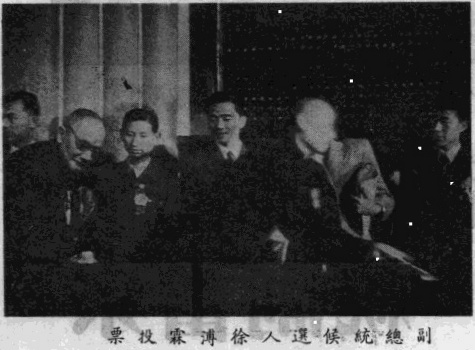
副總統候選人徐傅霖投票
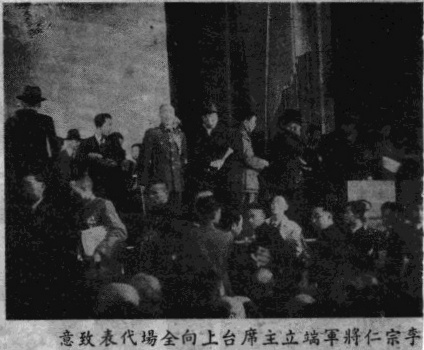
李宗仁將軍端立主席台上向全場代表致意
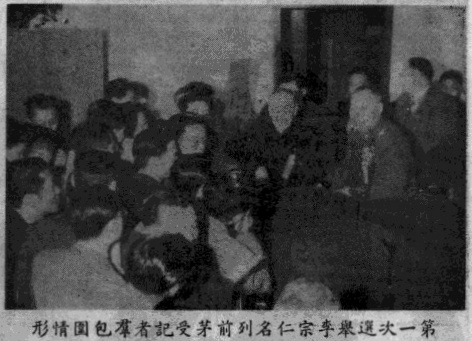
第一次選舉李宗仁名列前茅，受記者羣包圍情形
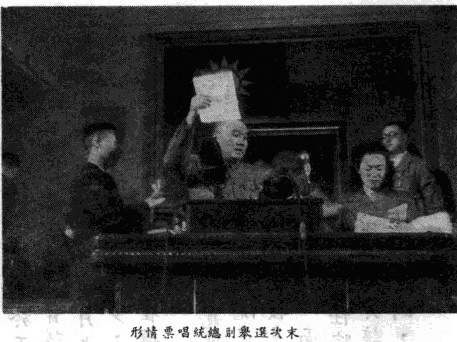
末次選舉副總統唱票情形
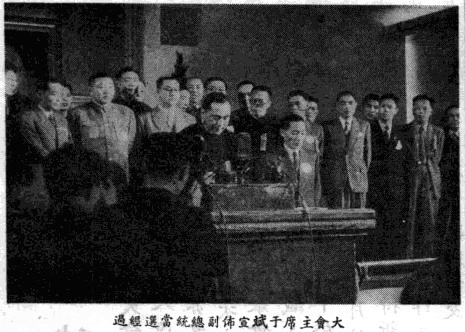
大會主席于斌宣佈副總統當選經過
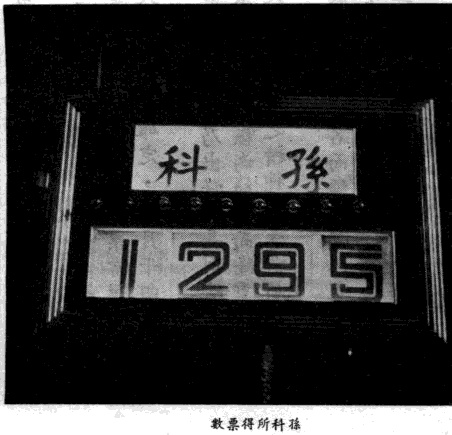
孫科所得票數
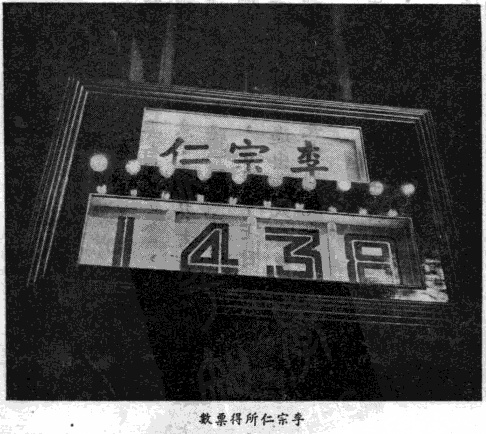
李宗仁所得票數

### 李宗仁當選副總統後

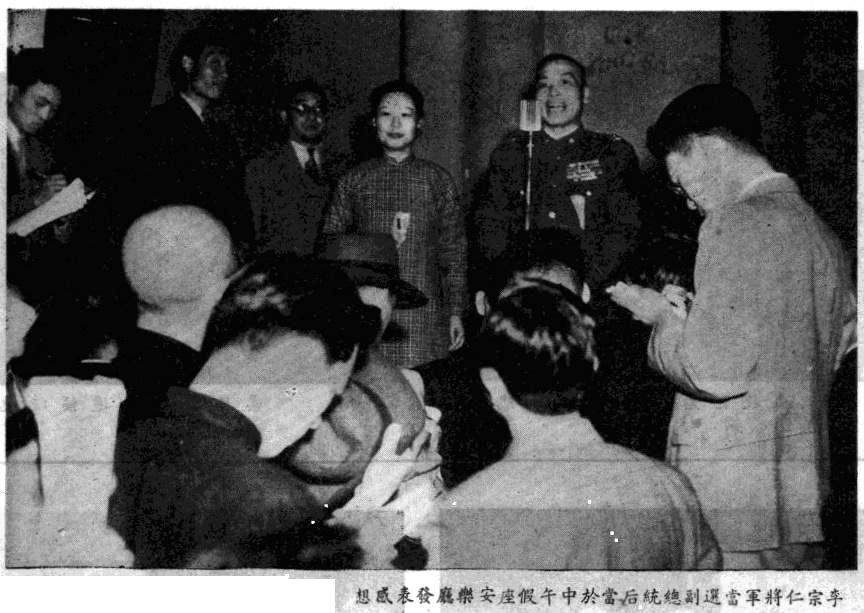
李宗仁將軍當選副總統後，於當日中午假座安樂廳發表感想。
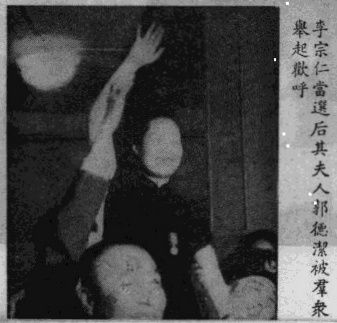
李宗仁當選後，其夫人郭德潔被羣眾舉起歡呼。
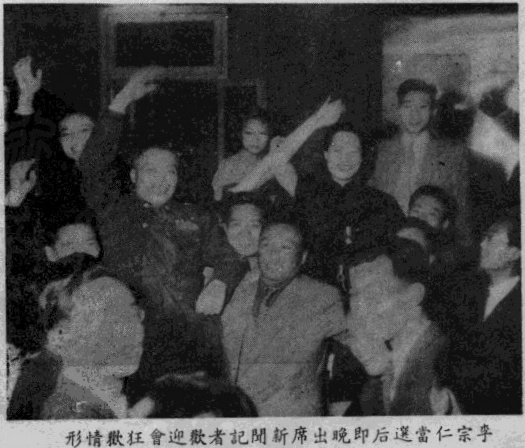
李宗仁當選後即晚出席新聞記者歡迎會狂歡情形
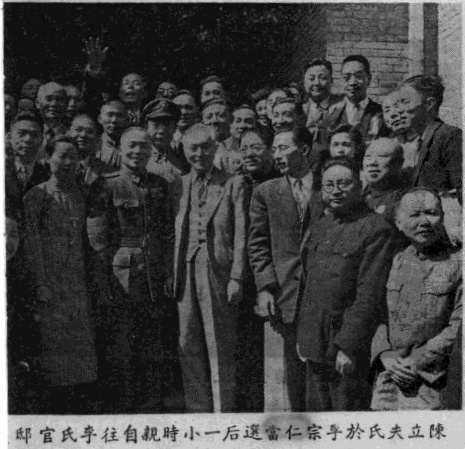
陳立夫氏於李宗仁當選後一小時親自往李氏官邸
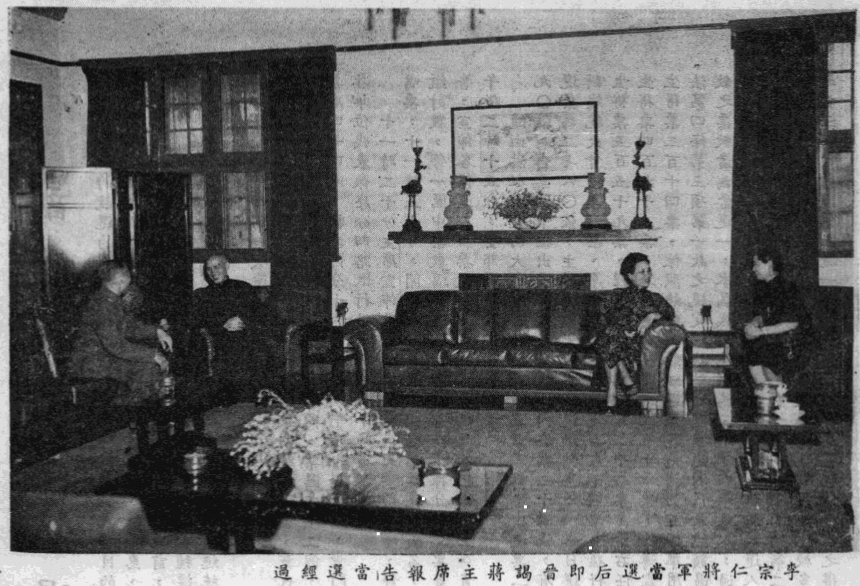
李宗仁將軍當選後即晉謁蔣主席報告當選經過
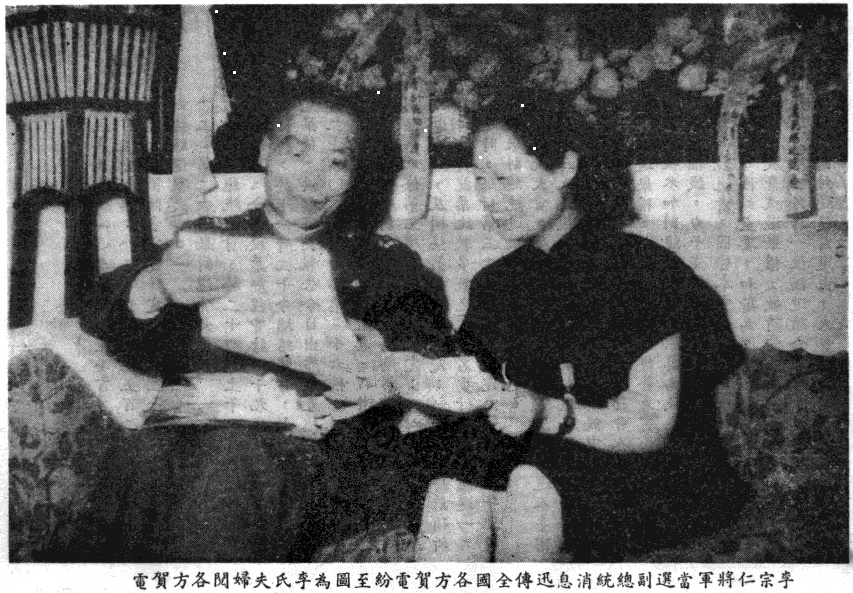
李宗仁將軍當選副總統消息迅傳全國，各方賀電紛至。圖為李氏夫婦閱各方賀電。

### 咨送當選證書

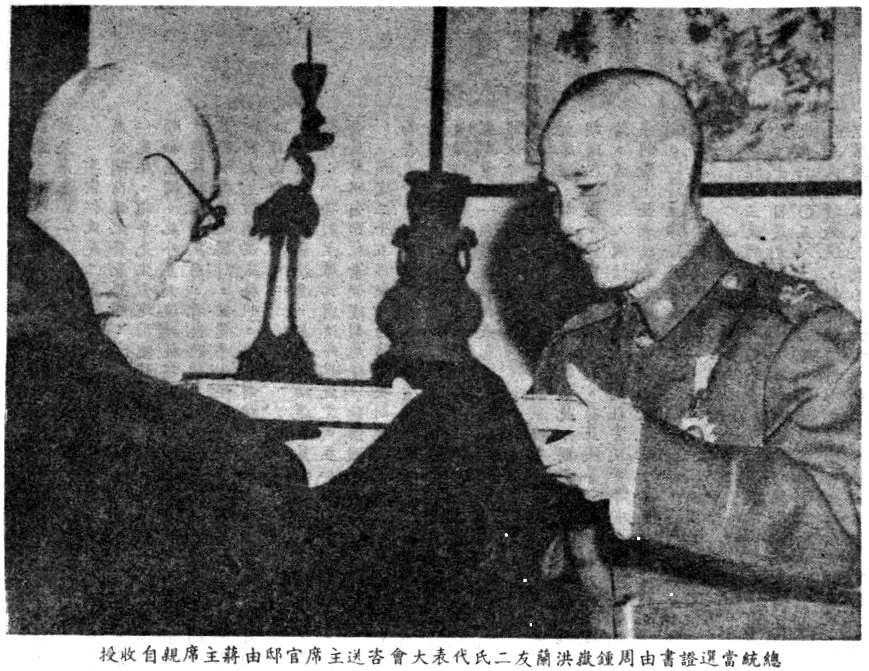
總統當選證書由周鍾嶽、洪蘭友二氏代表大會咨送主席官邸，由蔣主席親自收授。
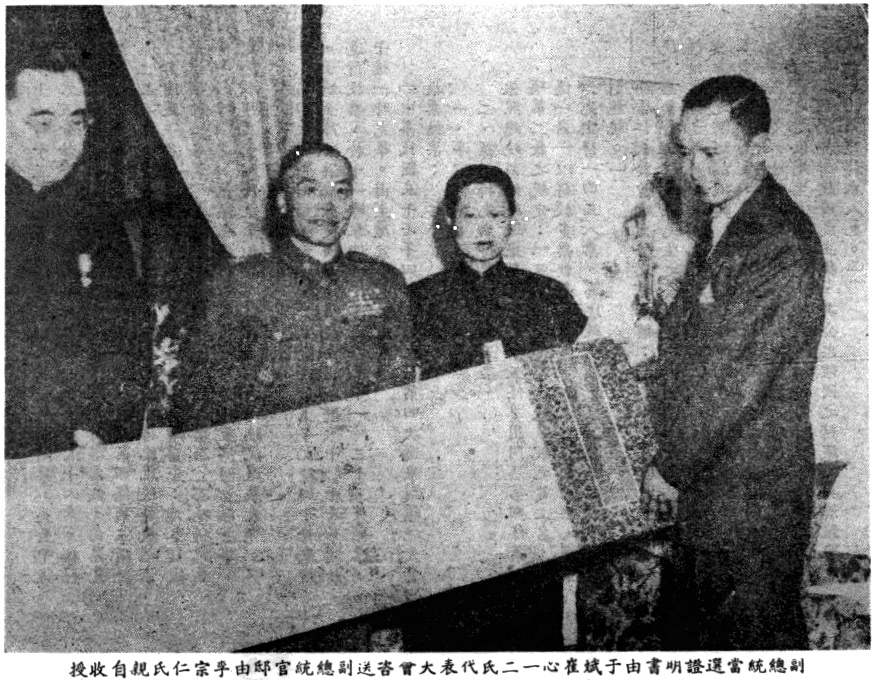
副總統當選證書由于斌、崔心一二氏代表大會咨送副總統官邸，由李宗仁氏親自收授。

### 國民大會閉幕典禮

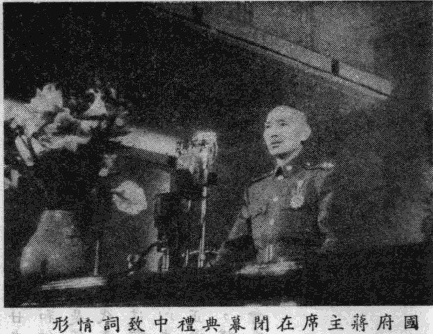
國府蔣主席在閉幕典禮中致辭情形
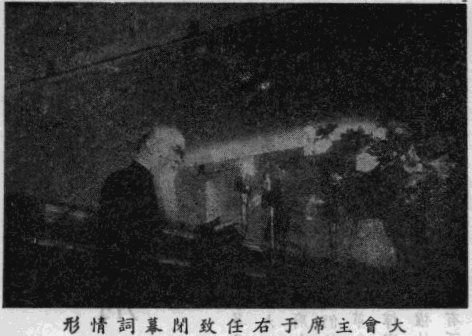
大會主席于右任致閉幕詞情形
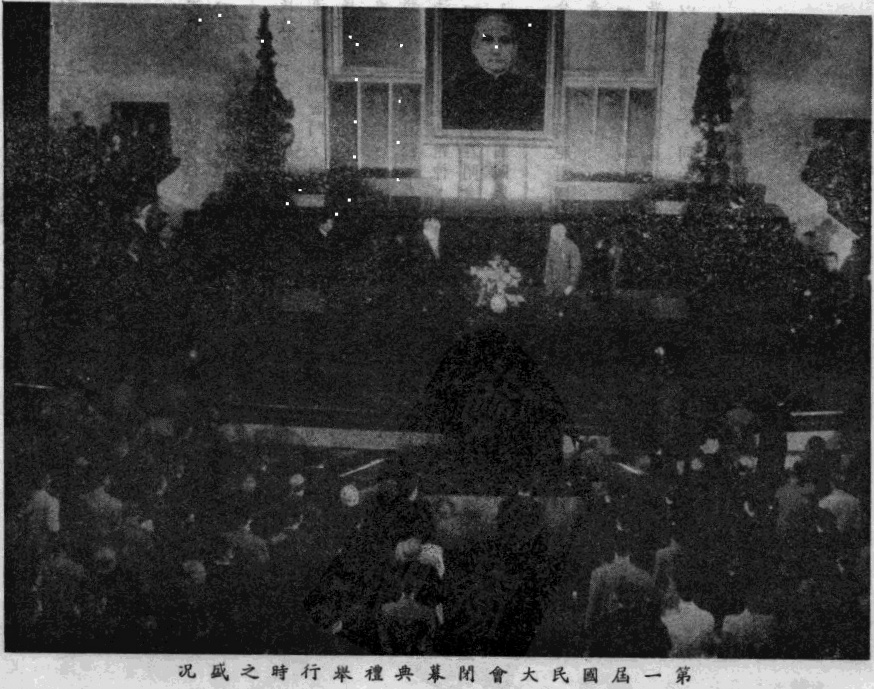
第一屆國民大會閉幕典禮舉行時之盛況

### 總統副總統就職典禮

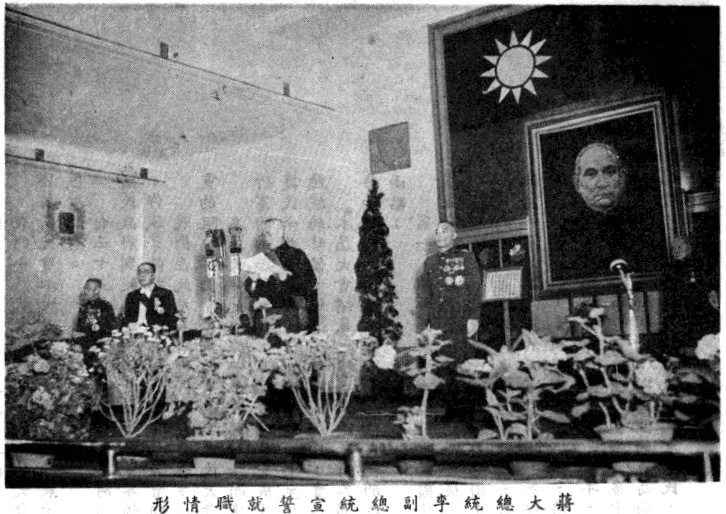
蔣總統、李副總統宣誓就職情形
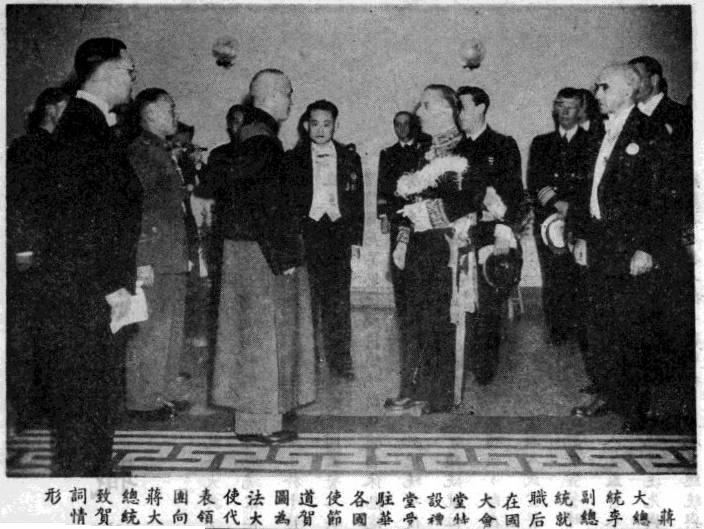
蔣總統、李副總統就職後在國大會堂特設禮堂受駐華各國使節道賀。圖為法大使代表領團向蔣總統致賀詞情形。
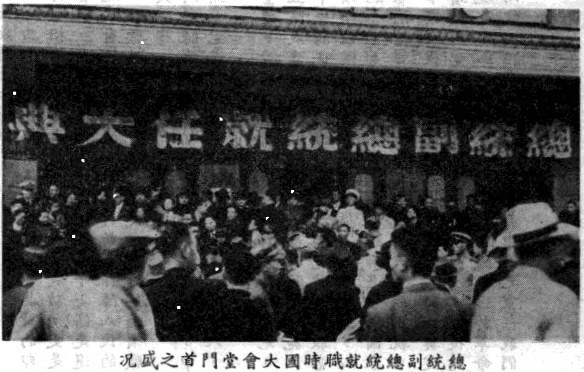
總統副總統就職時國大會堂門首之盛況
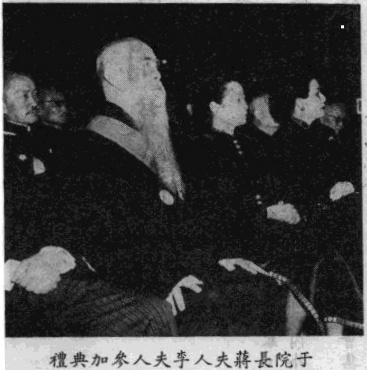
于院長、蔣夫人、李夫人參加典禮
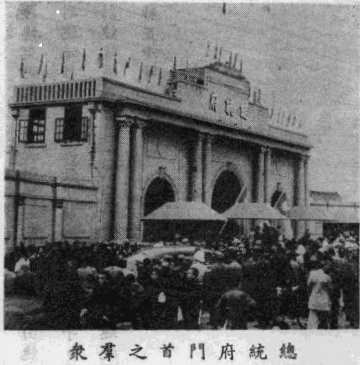
總統府門首之羣眾
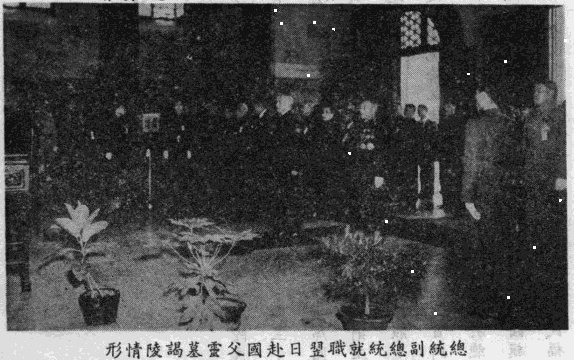
總統副總統就職翌日赴  國父陵墓謁陵情形
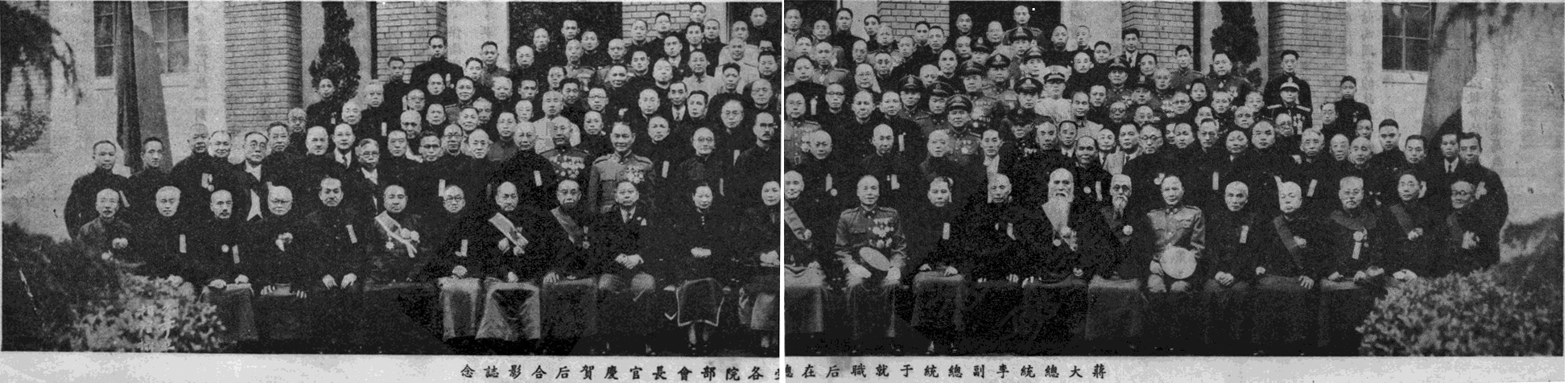
蔣總統、李副總統於就職後在各院部會長官慶賀後合影誌念

### 大會新聞人物

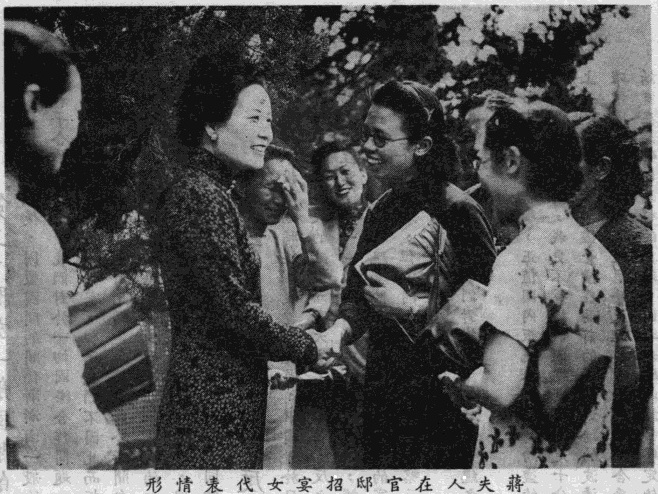
蔣夫人在官邸招宴女代表情形
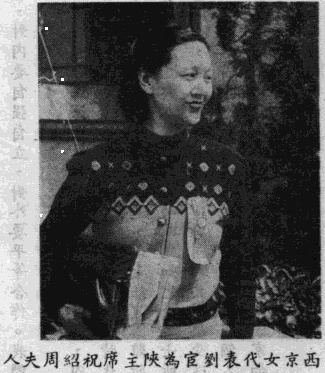
西京女代表劉宦為陝主席祝紹周夫人
國大之花唐舜君
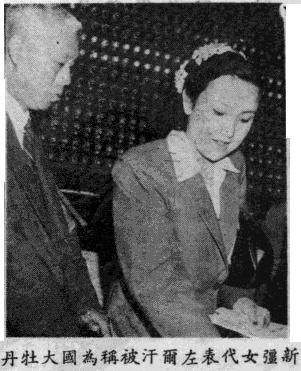
新疆女代表左爾汗被稱為國大牡丹
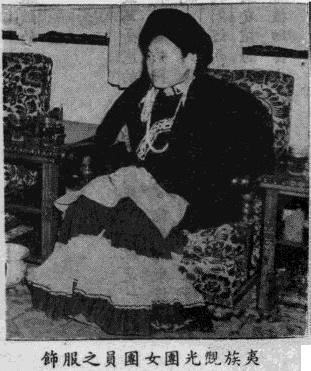
夷族觀光團員之服飾
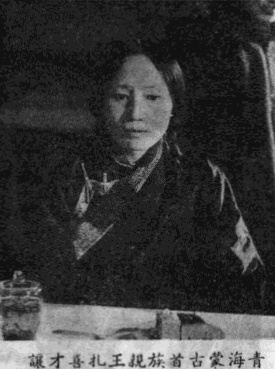
青海蒙古首族親王扎喜才讓
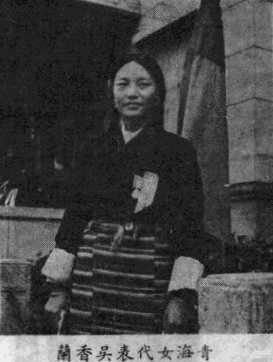
青海女代表吳香蘭
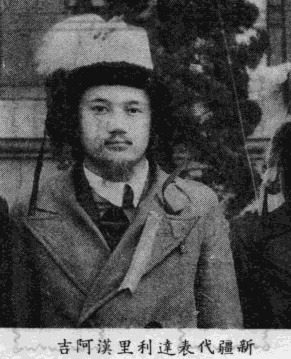
新疆代表達利里漢阿吉
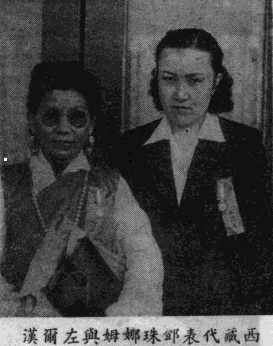
西藏代表鄧珠娜姆與左爾漢
夷族代表吳仕安之夷裝
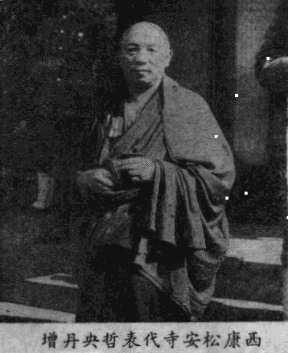
西康松安寺代表哲央丹增
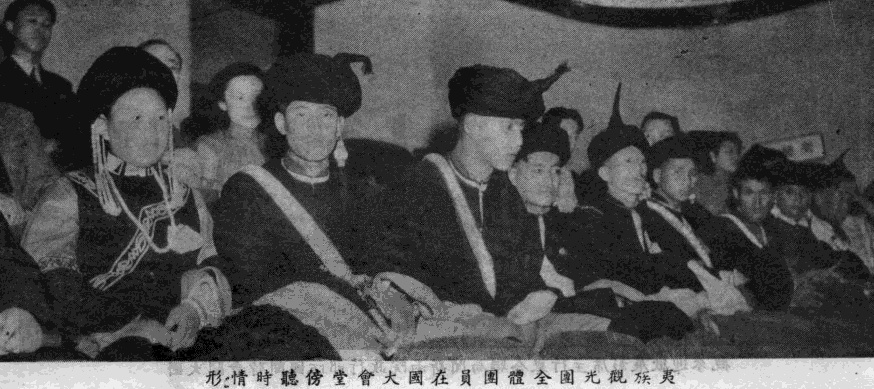
夷族觀光團全體團員在國大會堂旁聽時情形

### 國大花絮

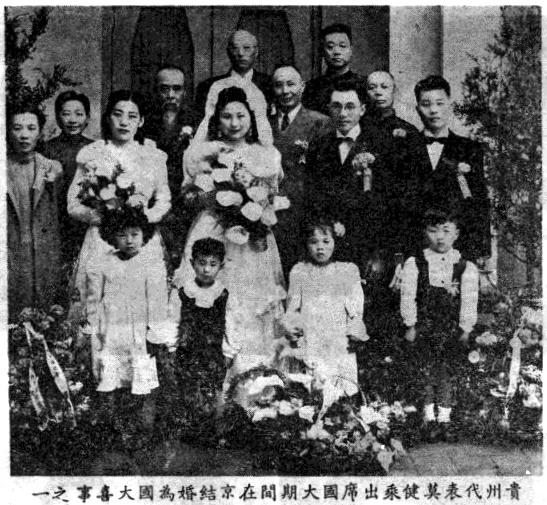
貴州代表莫健乘出席國大期間在京結婚，為國大喜事之一。
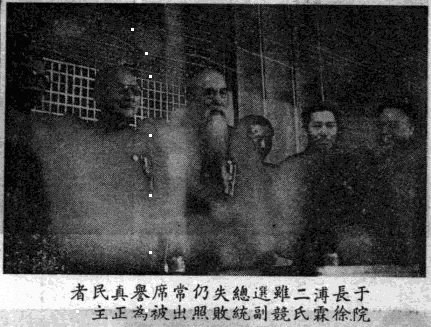
于院長、徐溥霖二氏雖競選副總統失敗仍照常出席，被譽為真正民主者。
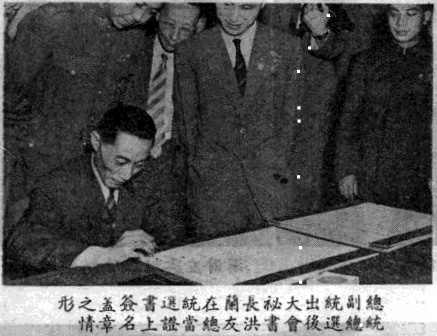
總統副總統選出後，大會秘書長洪蘭友在總統當選證書上簽名蓋章之情形。
國大開會時間，國防部新聞局、行政院新聞局聯合舉行主席影展，歡迎參觀。
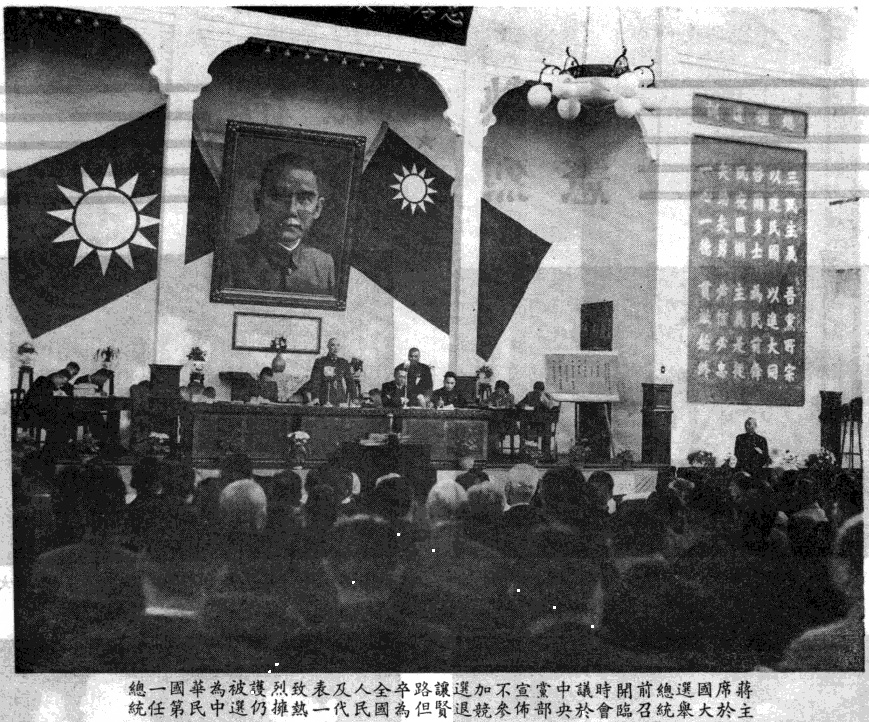
蔣主席於國大選舉總統前召開臨時會議，於中央黨部宣佈不參加競選，退讓賢路，但卒為全國人民及代表一致熱烈擁護，仍被選為中華民國第一任總統。
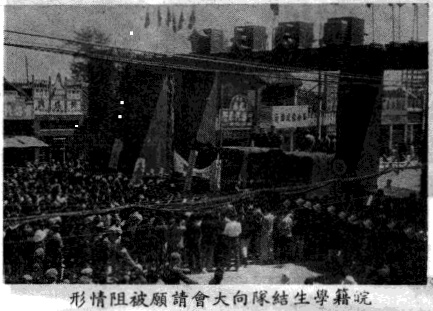
皖籍學生結隊向大會請願被阻情形
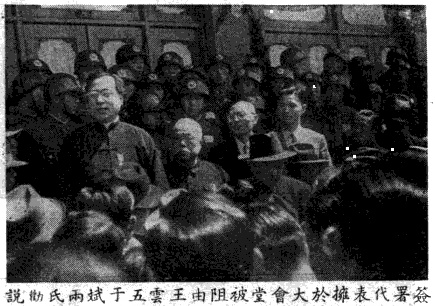
簽署代表擁於大會堂被阻，由王雲五、于斌兩氏勸說。
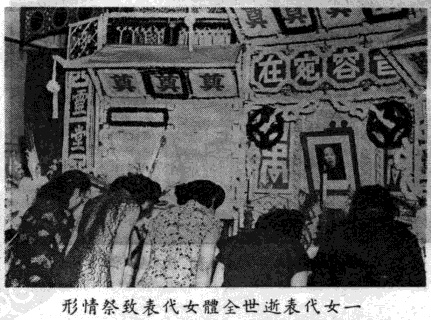
一女性代表逝世，全體女性代表致祭情形。
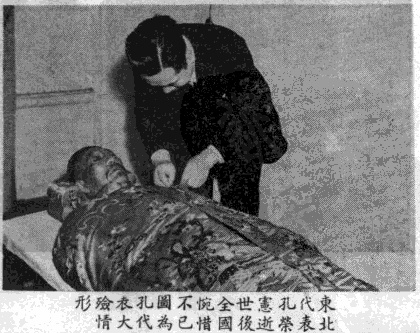
東北代表孔憲榮逝世後全國惋惜不已。圖為孔代表大殮情形。
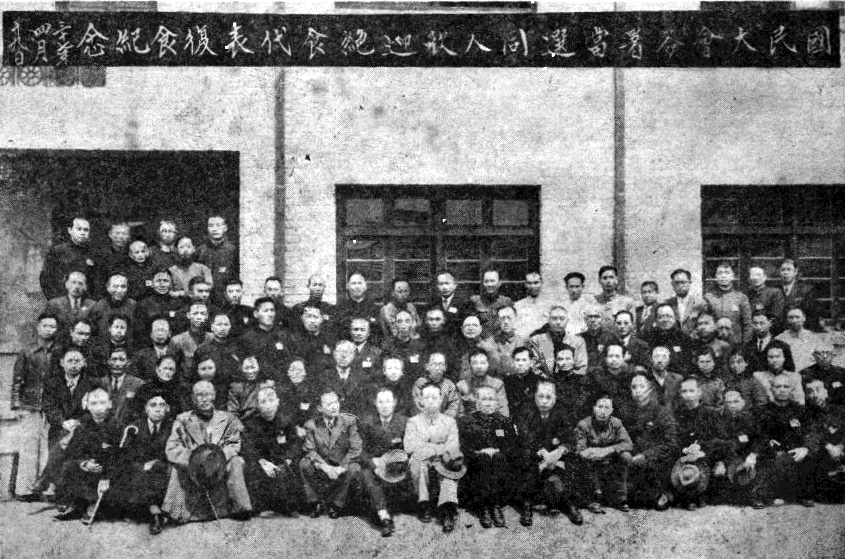
國民大會簽署當選同人歡迎絕食代表復食紀念─三十七年四月十九日

女代表劉宦發表反對代表要求政府報告施政
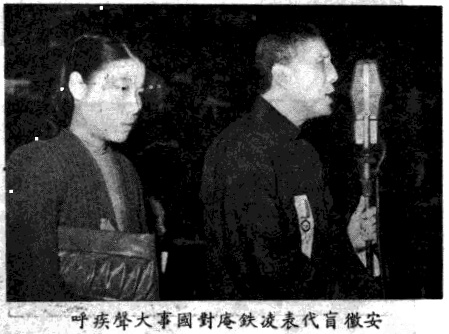
安徽盲代表凌鐵庵對國事大聲疾呼
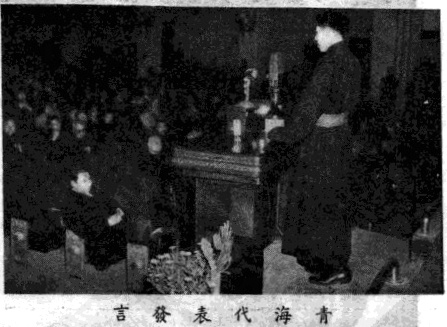
青海代表發言
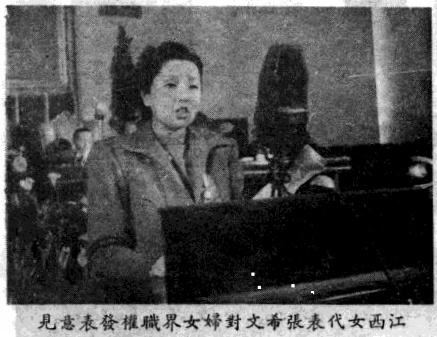
江西女代表張希文對婦女界職權發表意見
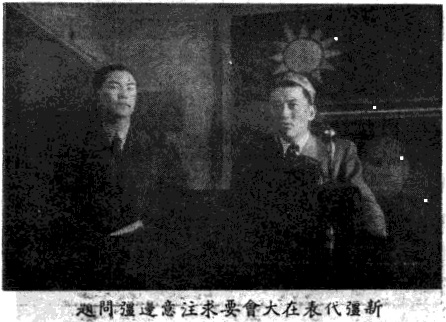
新疆代表在大會要求注意邊疆問題
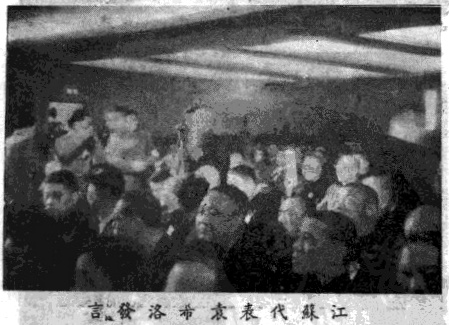
江蘇代表袁希洛發言